# スター☆トゥインクルプリキュア
『スター☆トゥインクルプリキュア』（STAR☆TWINKLE PRECURE）は、2019年2月3日から2020年1月26日まで、朝日放送テレビの制作によりテレビ朝日系列で、毎週日曜8時30分から9時（JST）に全49話が放送された、東映アニメーション制作のテレビアニメ。「プリキュアシリーズ」の通算16作目にして、14代目のプリキュアに当たる。
略称は「スタプリ」。キャッチコピーは「宇宙（）に描こう！ ワタシだけのイマジネーション！」。

## 概要
本作品では「宇宙」と「星座」をモチーフとして、プリキュアが地球から飛び出して宇宙へ冒険していくといったストーリーとなる。
本作品について、ABCアニメーションプロデューサーの田中昂によれば、「今作のモチーフとして選んだのは『宇宙・星座』です。私たちは『宇宙』という言葉を、広大な世界へのワクワクドキドキ、キラッと輝く星々への憧れ、自分とは違うものとの出会いなど、今ある環境から一歩踏み出した世界と捉えています」「こどもたちが成長とともに自分の世界を広げていくように、主人公たちが成長していく場所として、『宇宙』を今作の舞台として設定しました」と語っている。
また、東映アニメーションプロデューサーの柳川あかりも「時に私たちは『未知の世界』『自分と違う存在』に対して不安や恐れを抱きます。しかし、ひかるは持ち前の好奇心で『分からない』状態から一歩踏み出し、価値観の違い、文化の壁、種族の垣根さえも想像力の翼で飛び越えていきます」「豊かなイマジネーションで物事に向き合い、自分の目で確かめ、自分の頭で考え、自分で判断することの大切さ。そして、広い世界には多種多様な価値観があることを知り、違いを楽しみながら、自ら星のように輝くプリキュアたちの姿を描いていきます」とコメントした。
これまでのシリーズ作品と同様、本作品でも文字多重放送やデータ放送を実施している。データ放送では流れてくるマークを集めるゲーム「ロケットDEキャッチ」があるほか、オーバーレイ表示機能による「リモコン操作による時計表示」は、前作に引き続き通常表示と非表示、プリキュア仕様として惑星と星型でフワとプルンスが動く「フワ&プルンスとけい」となっていた。また、次回予告後にはミニコーナーとして山田ありすによる放送翌日から1週間の幸運な星座3つを紹介する「スター☆トゥインクルプリキュア星座占い」も設けられている。
本作品より、プリキュアシリーズとしては初めてTVerによる見逃し配信が行われており、放送終了後から次の放送開始時間まで1週間限定で配信している。
前作までと同様、最終回における新プリキュアとの競演、並びにバトンタッチシーンは本作品でも踏襲されている。

## 制作
本作品のモチーフに「宇宙」を提案したのは東映アニメーションプロデューサーの柳川であり、従来のプリキュアシリーズでも取り上げられた「多様性」と親和性が高いという理由である。しかし女児向けアニメで宇宙を題材にした作品はあまり多くはなく、「男児向けになり過ぎないか?」といった議論もあったという。そのため、女児にも宇宙の描写が受け入れられるよう意識されており、星空界がカラフルポップでファンシーな世界観で描写されたり、星座占いのコーナーを導入しているのもその一環である。また、キャラクターデザイン、プリキュアのコスチューム、背景美術などは「80S（1980年代）」を意識している。柳川によれば、80年代はメインターゲットである子供には新しく映り、親世代に取っては懐かしく感じることから、そのいずれも取り込むという意図があり、このため色合いやデザインにあたり、サンリオのキャラクター雑貨『フレッシュパンチ』をはじめ、アニメ作品的には『魔法の天使クリィミーマミ』『うる星やつら』を参考に用いている。また星座や宇宙がモチーフということもあり『聖闘士星矢』『美少女戦士セーラームーン』も意識しているとしている。エンディングテーマも昭和のアイドル歌謡曲のテイストで製作されている。
本作品では変身時にも歌い踊りながら変身する「変身ダンス」の要素が取り入れられており、プリキュア役の声優は歌唱力よりもキャラクターに合った歌い方ができるかを重視して選定された。星奈ひかる/キュアスター役の成瀬瑛美はアイドルグループでんぱ組.incのメンバー（当時）であり、現役アイドルが主人公を演じるのはプリキュアシリーズ史上初の例となるが、柳川によると「ずば抜けてキャラと合っていた」ため成瀬を起用したという。
成瀬によれば、グループ内でのイメージカラーが黄色ということもあり、オーディション段階では天宮えれな/キュアソレイユ役を受けていたが、当日になってひかる役も受けることになり、結果ひかる役に選ばれたと語っている。それ以外の初期メンバー3人についても、羽衣ララ/キュアミルキー役の小原好美はひかる役のオーディションを受けていたのが成瀬同様当日にララ役も受けることになり結果としてララ役に選ばれ、えれな役の安野希世乃と香久矢まどか/キュアセレーネ役の小松未可子も普段演じることの多い性格のキャラクター（安野はまどか、小松はえれな）とその正反対の性格のキャラクター双方のオーディションを受けていた。特に安野は前々作『キラキラ☆プリキュアアラモード』で、古のプリキュア・ルミエル役を演じていたこともあり、「ゲストキャラとはいえ一度プリキュアを演じたので、正規のプリキュアになるのは難しいのでは」と考え、「思い切ってチャレンジしたい」と、自身が演じることの多いおとなしく上品なルミエルやまどかとは逆の性格の、演じてみたかった「芯の通った強い女の子」であるえれなも受けたと語っている。一方で追加メンバーに選ばれた上坂すみれは当初からユニ/キュアコスモ役に絞ってオーディションを受けたと語っている。
メインスタッフはまずシリーズディレクターから選定された。本作品では前述したテーマの関係上夜のシーンが多く、画面が暗くなることが危惧されたが、映画『ONE PIECE FILM GOLD』では夜を舞台にしつつも黄金の煌びやかさカジノの華やかさが演出されたことから、同作品の監督であった宮元宏彰が起用された。柳川がプリキュアシリーズに関わるのは初で、過去の作品に携わっていた宮元もシリーズディレクターとして携わるのは本作品が初だったため、キャラクターデザインはプリキュアのことをよく知っているという理由により『スイートプリキュア♪』や『ドキドキ!プリキュア』で同職を務めた高橋晃を起用している。
シリーズ構成を務めた村山功は、同じくシリーズ構成として参加していた『魔法つかいプリキュア!』でも多様性を描いた上、同作品が魔法で本作品が宇宙人とシチュエーションも似ていたために、本作品のシリーズ構成を依頼された際は難色を示したが、同作品ではプリキュアたちの日常描写に注力するため極力敵（闇の魔法つかいと終わりなき混沌）の描写をしなかったのに対し、本作品では敵（ノットレイダー）の内情が描かせてもらえるということで依頼を承諾した。

## あらすじ
観星町に住む、宇宙と星座が大好きで「キラやば〜っ☆」が口癖の観星中学校2年生、星奈ひかるは、星空を観察していた夜、天文台を管理する空見遼太郎にもらったノートに自作の星座を描いていたところ、その星座が生き物となって現れ、突如宇宙空間にワープする。気づくとベッドで寝ており、夢かと落胆していたところ再びその生物が姿を現し、ひかるはそれに「フワ」と名付ける。その最中、空からロケットが着陸し、中から少女と謎の生物が出てくる。フワを知る謎の生物はひかるにスターパレスから来たプルンスと自己紹介し、そして少女は惑星サマーン出身のララと紹介する。
そこに宇宙の支配を企む謎の組織「ノットレイダー」の幹部・カッパードと戦闘員・ノットレイが現れる。ララたちはフワを連れてロケットで宇宙へ逃げるが、ロケットが攻撃を受けた弾みでフワが宇宙空間へ放り出される。ロケットに乗り込んでいたひかるはフワを助けるために宇宙に飛び出し、これを守ろうと決意したとき、フワの力でひかるのノートが「トゥインクルブック」へと変化し、さらに「スターカラーペンダント」と「変身スターカラーペン」が現れる。ひかるはそれらを用いて「星のプリキュア」キュアスターへと変身し、ノットレイダーを退散させる。
フワがふたたび不思議な力を発揮し、ひかるとララは互いの言葉を解するようになる。損傷したロケットは制御不能となり観星町に不時着し、修理のためララたちは観星町に留まることになる。ララとプルンスはひかるに、地球から遠く離れたところに「星空界」の聖域「スターパレス」があり、そこでは12星座の「スタープリンセス」が宇宙の均衡を保っていたこと、スターパレスがノットレイダーの襲撃を受けプリンセスたちは12本のプリンセススターカラーペンとなって宇宙に散らばったこと、このままでは地球や宇宙が飲み込まれるため、プリンセスの力を解放できる伝説の戦士プリキュアを捜す旅をしていたことを説明し、また、地球は宇宙星空連合の管轄外のため、地球人との交流は連合が定める宇宙法で禁じられており、それに抵触すると宇宙の旅が100年間禁止になるので、決して他言しないように口止めを依願する。
一方、ララはデータ上自分と同じ低確率である地球人のひかるがプリキュアになれたのを疑問に思っていた。しかしひかるは「過去のデータにこだわってもこれからは分からない」と諭す。そのときふたたびカッパードたちが現れ、ひかるはスターとして応戦する。プリキュアになれず、自分ではフワを助けられないと思い込み落胆するララにスターは「大切なのは自分の気持ち」と告げ、その言葉に感銘を受けたララはフワを助けたいという強い気持ちを持ったことで「天の川のプリキュア」キュアミルキーへと変身し、スターに共闘を誓う。
カッパードたちを退散させた直後ペンダントが音を発しだし、ララは分析を試みるも分からないままだった。ひかるとララの対照的な性格から軋轢が生じるが、商店街で出会った「観星中の太陽」と呼ばれるひかるの学校の先輩・天宮えれなの忠告、そして仲良くして欲しいというフワの懇願から冷静となり、それぞれの考えをまとめてプリンセスペンを見つける。そこに新たな幹部・テンジョウが現れペンを奪われるが、2人は連携攻撃を仕掛けペンを奪還し、おうし座のスタープリンセスの力を解放することに成功する。プリンセスにフワを育てるよう託され、その後ひかるとララは互いに謝罪し、呼び捨てで呼び合う仲となる。
その後、ふたりはえれなに仲直りの報告をしに行った帰りにテンジョウの奇襲を受けるが、異変を察知し駆けつけたえれなが「太陽のプリキュア」キュアソレイユへと変身し2人に加勢する。一方えれなと人気を二分し「観星中の月」と呼ばれる生徒会長の香久矢まどかがララとフワの姿を見て疑念を抱き、ひかるたちを尾行しロケットを見て驚愕する。そこにふたたびテンジョウが襲撃するが、まどかが状況を酌み「月のプリキュア」キュアセレーネへと変身し、テンジョウらを退かせる。4人は契りを交わし「スター☆トゥインクルプリキュア」を結成する。
ノットレイダーは次に3人目の幹部・アイワーンとその執事・バケニャーンを仕向け、人間をダークペンで怪物・ノットリガーに仕立てる。そのペンの正体は闇に染まったプリンセスペンであった。それを知った4人はチームプレーを仕掛け奪還し、しし座のプリンセスを解放する。その後ララが「ひかるたちにもロケットを直してほしい」と願い一致団結、プリンセス救出に大きく前進する。そしてひかるたちの頑張りにより修理と改造が終わり、さらにペンダントの導きとフワの力により星空界へ赴く。一行はペンダントが示した惑星ケンネルへ降り立ちプリンセスペンを発見するが、そこでカッパードと遭遇する。4人は対峙してペンを掴み取り、てんびん座のプリンセスを解放し地球へと帰還する。次に惑星クマリンへ赴くが、そこでカッパードらに隙をつかれプリンセスペンを奪われる。三幹部はそれをダークペンに変え、その力で3人が合わさったノットリガーへと変貌し4人の前へ現れる。力の差を見せつけられピンチになるが、奮起した4人の決意が合わさり「トゥインクルステッキ」が誕生する。4人はそれを用いた必殺技でノットリガーを撃破し、あわせて三幹部も退かせる。この戦闘で遼太郎がララたちの正体を知るが、状況を酌みひかるたちに秘密を共有することを誓う。
この戦闘を政府の命で宇宙人に関する調査を行っていたまどかの父で政府高官の香久矢冬貴に見られ、4人は事情を問われる。そこにハリウッドで活躍する映画監督のP.P.アブラハムが突然現れ、「映画撮影の特撮」と説明して冬貴を納得させる。アブラハムは自身が宇宙星空連合の調査員だと明かし、宇宙法に違反したララたちに故郷への強制帰還を命じる。それに納得できないひかるは、4人出演の映画撮影を依願し、撮影が成功したら取り消しという案を承諾させる。アイワーンらの妨害で撮影中止となるが、アブラハムは友情に感涙してララたちの帰還を見送る。ひかるは、ララが演じた「羽衣天女」から「羽衣」という名字を提案し、ララは地球人「羽衣ララ」として、アブラハムの根回しにより観星中へと編入し、ひかるとクラスメイトになる。しかし、AIがすべてを決めるサマーンで育ったララは、地球人との習慣の違いから奇妙な目で見られてひかるたちに迷惑をかけることを恐れ、パーソナルAIの力を借りて周囲と同じように振る舞うことを決める。しかし、ひかるの言葉を受けて自分を偽らないことを決め、クラスメイトたちにも自身の個性を受け入れられていることに気づく。
ひかるたちは残りのプリンセスペンを探すべくゼニー星へ赴き、そこで宇宙怪盗・ブルーキャットの噂を耳にする。そしてペンダントが示した場所へ向かうと宇宙アイドルのマオがおり、ファンであるプルンスは狂喜乱舞するが、アイワーンが現れた際、マオは自身がブルーキャットと同一人物であることを明かす。4人は、自分たちがプリキュアだと知るブルーキャットに協力を依頼される。次に惑星レインボーへ赴くが、そこは荒廃した土地と石化した住民という光景が広がっていた。そこにアイワーンとバケニャーンが現れる。バケニャーンの正体は、レインボー星人であるブルーキャットが変身した姿であり、アイワーンに滅ぼされた故郷の復活に必要なプリンセスペンの情報を得るために近づいたと真実を明かす。4人はブルーキャットと共闘してアイワーンを退け、ひかるは彼女の思いに感銘を受け協力を誓う。しかし彼女はこれを拒み、プリンセスペンとフワを奪って逃げる。追うひかるは再度説得を試みるが、彼女は聞く耳持たずまたも逃走を図り、4人はやむなく対峙を決める。そしてスターとブルーキャットの一騎討ちのさなか、突然ブルーキャットがネコのような人間に変身する。ブルーキャットは自分が変化の能力をもつ種族であることを明かし、そして惑星レインボーの成り立ちから滅亡までの経緯を4人に説明する。その直後、ノットリガー化したアイワーンが現れ、スターたちは力負けし変身が解け、ブルーキャットはみんなを助けたいと決心する。そのとき、彼女の思いにトゥインクルブックが呼応し、変身ペンとペンダントが誕生する。彼女はそれらを用いて「宇宙のプリキュア」キュアコスモに変身し、4人を助けるべくアイワーンと対峙する。そんな矢先、突然アイワーンにノットレイダーの支配者「ダークネスト」の力が憑依し強大な力を得る。5人は苦戦を強いられるが、スターはアイワーンが苦しんでいるのを見抜き救うことを決める。コスモも彼女に同意したその時、香水が変化し「レインボーパフューム」が誕生する。それを用いた必殺技でアイワーンをもとに戻すが、宇宙船を奪われ、恩を仇で返される。それを見たひかるはブルーキャットをスターパレスへと誘い、プリンセスたちと謁見させる。プリンセスたちはブルーキャットに力強い言葉を掛け、彼女もそれを聞き故郷を必ず復興させると決意する。その後ひかるの誘いを受けたブルーキャットはこれを受け入れ、「ユニ」という本名を明かし仲間になることを誓う。こうしてひかるたちはユニとともに地球へ無事帰還し、新たな生活を始める。ユニは地球でも相変わらず単独で行動するが、えれなに仲間の良さを聞いて考えを改め、4人と共闘するようになる。
4人がユニを観星町星祭りに誘い、さらなる親睦を深めていたとき、突然ララの端末に、双子の兄ロロから「サマーンへ戻れ」と通信が入る。夏休みを利用し、ひかるたちはララとともにサマーンへ向かうことになる。道中、ロケットが故障するハプニングが発生するが、無事修理を済ませてサマーンに到着し、ひかるたちはロロと両親に会い親睦を深める。それも束の間、サマーンはノットレイダーの襲撃に遭い、マザーAIを乗っ取られ大混乱に陥る。ララのパーソナルAIとプリキュアの活躍で事態は解決し、ララも家族とのわだかまりを解き地球へ帰還する。そこに4人目の幹部・ガルオウガが現れ最後のプリンセスペン誕生を阻止すべく立ちはだかる。5人はこれに辛勝し、最後のプリンセスを復活させる。これで12人のプリンセスと12本のペンが揃い、その瞬間「シャイニートゥインクルペン」が誕生する。それをトゥインクルブックに使ったとたん、フワがユニコーンのような容姿になる。さらなる成長が必要だというフワを5人が世話していたとき、ふたたびガルオウガが襲来し苦戦を強いられる。絶体絶命のそのとき、5人はユニコーンフワから発生した不思議な力に包まれ、「トゥインクルスタイル」へと変化を遂げる。そして合体必殺技でガルオウガを退却させる。プリンセスたちは5人に、フワの「大いなる力」を完成させるには「トゥインクルイマジネーション」を探さねばならないと告げる。
5人はトゥインクルイマジネーションが何なのか分からず苦悩の日々が続く。ウラナイン星へ赴いた際、ユニは居場所を失ったアイワーンとの戦いの果てに、その罪をゆるして未来に生きることを決意し、自身の心からトゥインクルイマジネーションを生みだす。自分が異星人だとクラスメイトに疑念を向けられたララは、カッパードから友達を救うために正体を明かし、自分らしく生きるという決心によってトゥインクルイマジネーションを生む。卒業後の未来に迷い悩んでいたえれなとまどかも、ノットレイダーと一戦を交えるなかで迷いを吹き飛ばしてトゥインクルイマジネーションを発現させ、自身にふさわしい未来を決める。そしてひかるも、最後の決着をつけるべく挑んできたカッパードとの戦いのなかで自分の夢を見つけだし、トゥインクルイマジネーションを誕生させる。
5つのトゥインクルイマジネーションをそろえたひかるたちはスターパレスを訪れ、プリンセスの儀式を見守ることになる。そこへノットレイダーの大軍勢が出現し、加勢に現れた宇宙星空連合の艦隊と激戦を交わす。ひかるの懸命な説得により争いが止みかけたとき、ダークネストが真の姿を現す。その正体は、宇宙創造時にイマジネーションを命に与えることに反対しスターパレスを追われた蛇遣い座のスタープリンセスで、プリンセスたちの力を宿したフワを器として「大いなる闇」を広げることで、歪みに満ちたこの宇宙を消し去り、新たな宇宙を創造しようとしていた。ノットレイダーたちは主に騙されていたことを知り、歪んだイマジネーションに飲まれ暴走したところをプリキュアに救われる。蛇遣い座のプリンセスはスターパレスを破壊してフワとプリンセスを奪い去り、プリキュアは宇宙星空連合やノットレイダーと協力して立ち向かう。しかし、大いなる闇を止めるにはスターパレスの一部であるフワの消滅を代償とせねばならないことを知る。フワは自分の使命を果たして消えるが、ひかるたちのフワへの思いが仇となって力を発揮しきれず、宇宙は大いなる闇に飲み込まれてゆく。静寂のなかで、ひかるたちは「心の宇宙」がまだ消えていないことに気づき、イマジネーションの力を取り戻す。宇宙に生きる命たちのイマジネーションの輝きを重ね、プリキュアは大いなる闇を消し去り宇宙を取り戻す。蛇遣い座のプリンセスはこの宇宙に生きる者たちの可能性を信じ、スターパレスを去ってゆく。プリンセスを超える力を得たひかるたちは、プリキュアの力を失うことを代償にフワをよみがえらせる。そしてひかる、えれな、まどかはララとユニに別れを告げ、蛇遣い座のプリンセスがガルオウガに渡した腕輪の力で地球へと帰還する。
それからしばらくして、ララたちがふたたび地球へとやって来る。ガルオウガがひかるたちを送り出す際、誤って試作品のノットレイのマスクも送られ、回収を依頼されたからだという。フワもすっかり能力を取り戻し、ふたたび変身できるようになったひかるたちは、マスクを被りノットレイと化した父・陽一を救うためにプリキュアに変身する。そこに現れた新たなプリキュア、キュアグレースの協力もあり、無事に陽一を浄化する。しかしそれは、15年後のひかるが見た夢のなかでの出来事であった。15年後のひかるは宇宙飛行士となり、日本初の有人ロケットのパイロットに選ばれ「自分の力で宇宙へ行く」というララとの別れ際の約束を果たそうとしていた。えれなは通訳、まどかは宇宙開発特別捜査局の職員として活躍し、ララ、ユニも星空界でそれぞれの生活を送り、かつてのノットレイダーの構成員たちは新たな星を与えられ、平和な生活を手に入れつつあった。そして地球の人々が見守るなか、有人ロケットは発射の時を迎え、ひかるは宇宙へと旅立つ。宇宙へ飛び出したロケットは突如まばゆい光に包まれ、それを見たひかるが涙を流し「キラやば」とつぶやくところで物語は終わる。

## 登場人物

### プリキュア
ひかる、えれな、まどかの3人は地球の「観星町（みほしちょう）」に住む中学生。ララとユニは宇宙人で前者は「惑星サマーン」出身の調査員、後者は「レインボー星（惑星レインボー）」出身の猫に近い獣人で「宇宙アイドル・マオ」と「宇宙怪盗・ブルーキャット」の2つの顔を持つ。観星町の3人は「観星中学校」に在籍。ひかるは2年生（2年3組）、えれなとまどかは3年生の同じクラスで後者は生徒会長を務めている。ララも第13話で編入し、ひかると同じクラスになる。ちなみに、ユニは編入していない（レギュラープリキュアではシリーズ初）。
本項における各メンバーの一人称については各登場人物を参照のこと。
星奈 ひかる（ほしな ひかる） / キュアスター
声 - 成瀬瑛美
4月12日生まれの牡羊座。本作品の主人公で、星座と宇宙およびUMA、オカルトが大好きな13歳→14歳の少女。星のプリキュア「キュアスター」に変身する。好奇心旺盛で興味があることはとことん突き詰めるが、頭を使うよりは直感でグイグイ行動するタイプ。そのためララとプルンスを見て宇宙人と分かった時は目を輝かせて強引に詰め寄ったり、「ノットレイダー」のUFOを見てときめいたりと熱狂ぶりを露にする。また執拗にスキンシップするきらいもあり、相手に引かれる場合もしばしば。AIに当初「予測不能タイプ」と酷評されていたが、のちに「周りを元気にするムードメーカータイプ」と高評価される。また、修理後のロケットで宇宙へ向かう前日に「寝坊しないでください」と釘を刺され少々見下されていた。口癖は「キラやば〜っ☆」で、性格と口癖は父・陽一譲り（陽一の項目も参照）。
髪はマゼンタのツインテールで先端を黄色い丸型の髪飾りで留めている。また青のヘアバンドをしており、頭頂部にアホ毛がある。瞳の色はマゼンタ。春服はフリルのついたピンクのオフショルダー七分袖トップスに青のショートオール（ヒップ側に星のアップリケ）、濃いピンクの靴下に白のスニーカーで、冬服は星のアップリケが付いた大きめのピンク色のパーカーワンピースを着用している。スター覚醒後は首に「スターカラーペンダント（以下「ペンダント」）」を掛けている。制服は水色の襟がついた白いセーラーブラウスに水色のスカート白いソックスと紺色のローファーを着用し、星飾りがついたピンクのタイをつけている。ちなみに、制服はタイの色がプリキュアのイメージカラーと同色である以外は他の女子生徒と共通である（下記の3人も該当）。藍色の学生鞄はショルダーバッグとして使っている。
一人称は「わたし」。ララを当初「ララちゃん」と呼んでいたが、後述のケンカを機に彼女から「効率的だから『ララ』でいいよ」と促された以降は呼び捨てで呼ぶようになる。えれなとまどかに対しては当初「天宮先輩」「香久矢先輩」と呼んでいたが、まどかのセレーネ覚醒を機に彼女から「プリキュアでは先輩なのでおかしい」と指摘され、またえれなからも「『先輩』をやめて『えれな』と呼んで」と促されたため「えれなさん」「まどかさん」と呼ぶようになり、同時にタメ口（敬語抜き）で会話するようになる（えれなの項目も参照）。ユニに対しては当初「ブルーキャット」と呼んでいたが、彼女が本名を明かしたたあとは「ユニ」と呼ぶようになる（ユニの項目も参照）。
幼い頃にUMA研究者である父・陽一からUMAに関する話を聞いて育ったことがきっかけでUMAと宇宙人に、遼太郎の天文台で開かれた星座教室でプラネタリウムを見たことがきっかけで星座と宇宙に興味を持つようになる。
ララには当初自身だけプリキュアに覚醒したのを羨まれていたが、彼女に「強く願えばプリキュアになれる！」とアドバイスして覚醒を促したのを機に一気に距離を縮める。その後、初のプリンセススターペンゲットを機に親友かつバディとなる。
AIが前述したムードメーカーさを垣間見せており、悩みに苛まれていたララとまどかを気分転換させ悩みを打破させている（詳細はララとまどかの項目を参照）。えれなに「天体観測で鍛えた目力かな、みんなをよく見てる」と評されている。
一方でサザンクロスを観たいがためララにロケットを出させたり、前述のロケット発射がまどかの父・冬貴にバレてP.P.アブラハムが映画の特撮と虚偽していた際は勝手に映画制作を発表してしまうなど好きなことになると後先考えず行動する面もあり、この性格が仇となりノットレイダーに敗北している。この時ノットレイダーに「後先考えないやつ」と罵倒され落ち込んだが、ララたちから「今の自分たちがいるのはひかるのおかげ」と励まされ再起している。
元々はそれほど友達付き合いには積極的ではなく、一人で好きな事に打ち込む方が好みだったが、プリキュア覚醒後は仲間との交流が深まっていくうちに、友達との交流も素晴らしいと考えるようになる。
夏休みの宿題は自由研究で星空界で出会った幾多の宇宙人の生態についてまとめており、そのことを一切知らないクラスメイトからは「漫画家になれるよ」と称賛されている。
まどかに前述の発想力やコミュニケーション能力の高さなどを称賛され、彼女から次期生徒会長に推され立候補したことがある。しかし、候補者として活動する中でまどかの行動を手本として強く意識するあまり、かえってひかる自身のスタイルを発揮し辛くなる。結果的に対立候補かつクラスメイトで生徒会役員を務める姫ノ城桜子が自身のやり方で柔軟に問題解決に取り組む姿を見て「わたしより適任」と確信し演説会で立候補を取り消している（まどかと桜子の項目も参照）。
自分以外のメンバー4人が次々とトゥインクルイマジネーションの力に目覚める中、長い間一人だけ完全な状態で力が発現せずに焦りを覚えていた。そのような中、カッパードとの戦闘において異星人同士の交流を激しく否定するカッパードの勢いに圧倒されるものの、ミルキーから「ひかるのおかげで地球人と仲良くなれた」という言葉の後押しを受け、「みんなと仲良くなりたい」という思いが強まりトゥインクルイマジネーションの力に目覚める。
最終決戦の後、ララ達と別れ地球へ帰還する際に「自分の力で宇宙へ行く」と誓ったが、大人になって宇宙飛行士となり、日本初の有人飛行のパイロットに選ばれたことにより実現することになる。髪はショートボブで、左右に1本ずつ薄ピンク色のメッシュが入る。
番組開始に先駆け、シリーズ前作『HUGっと!プリキュア』の2019年1月27日放送分（第49話）にもゲストとして登場した。詳細は当該項目を参照。
羽衣 ララ（はごろも ララ） / キュアミルキー
声 - 小原好美
7月7日生まれの蟹座。惑星サマーンからやってきた宇宙人の少女。サマーンでのID番号は90862773。出身地では成人であるが、地球での換算年齢はひかると同い年の13歳→14歳。天の川のプリキュア「キュアミルキー」に変身する。責任感が強く真面目だが、それ故に抜けているところもある。AIに「マニュアル通りに動くタイプ」と評されている。動揺したり困惑したりすると「オヨ〜」と言うのが口癖。本来名字は無いが、後述の映画で演じた羽衣をまとった天女（羽衣天女）に因み「羽衣」姓を名乗るようになる。クラスでの愛称は「ルンちゃん」（経緯は後述）。
青緑のボブカットで、右サイドにはピンクと水色のメッシュが入っている。青緑の瞳に星のハイライトがある。また、色白の肌をして耳が尖っている。左右の頭飾りから細いコードが伸び先端に球状のセンサーがつけられており、球は通常黄色であるが、激昂するとピンクに変わりスパークする。私服はベージュのセーラー服型ブルゾン（春～秋は半袖、冬は長袖）に白のワンピース、ベージュのルーズソックスに白と青緑のツートンスニーカー。右手にロケットのAIと通信可能な端末を内蔵した青緑のオープンフィンガーグローブをはめ、左腰に「コスモグミ」が入った水色の丸いポシェットをつけている。また頭飾り、上着、グローブ、スニーカーにハートマークがあしらわれている。ひかる同様ミルキー覚醒後は首にペンダントを掛けている。 制服は青緑のソックスを履き、学生鞄はリュックサックとして使っている。
一人称は「わたし」。ひかるを当初フルネームで呼んでいたが、後に「ひかる」と呼ぶようになる。またフワを本名で呼んでいたが、フワの反応を見て「フワ」と変えている。えれなとまどかに対しては最初から呼び捨てで呼んでいる（下記に詳細あり）。また、ユニへの呼称を効率的との理由で「ブルーキャット」から「ユニ」へと変えている。
宇宙人であるため地球へ着陸直後は「ルン」としか話せず、ひかるの言葉も解せずにいた。その後フワの力で地球の言葉が分かり喋られるようになり、ひかるに「この子（フワ）を助けてありがとうルン」と感謝を述べる。それ以降、話の語尾に「〜ルン」とつけるようになる。ただしこれはひかるのみに有効らしく遼太郎の言葉は解せずに困惑していたが、ミルキー覚醒後はペンダントが翻訳機となりひかる以外の地球人の言葉も理解できるようになる。また当初は文字も読むことができず、映画撮影の際脚本の読解に苦戦したが、AIの翻訳により理解し事なきを得る。
本来は最下位クラスとなるクラス8の調査員としてスペースデブリの調査を行っており、「スターパレス」での異変を察知したサマーンからの調査員として派遣されていた際にフワとプルンスに出会い一緒にプリキュアを探す旅をしていたが、突然フワがいなくなり捜し回っていたところフワの力で地球にワープしてきた。その後、ノットレイダーの攻撃でロケットが制御不能になったあとは修理と見張りを兼ねテントで寝泊まりしている。単身で修理に励んでいたが限界を感じ、ひかるたちにも手伝いを依願する（詳細は後述）。
ひかると同い年であるがロケットの操縦や修理ができるため彼女から羨望されている。また故郷では教育は全てAIから受けていたため学校に通った経験が無く、観星中へ赴いた際は見るものすべてが新鮮でときめいていた。のちに自身も通うことに（後述）。さらにサマーンの言語の関係で敬語や敬称も用いず、年上のえれなとまどかを初対面から呼び捨てかつタメ口で接しひかるを驚かせた。乗り物酔いしやすい体質で、初登場時にはロケットから降りる際に嘔吐している。このため、家族の発言によるとホバーボードを乗ることができない。また、サマーン星人の中ではAIの扱いにも精通していないとされている。
コスモグミを主食としていたためひかるが持ってきたおにぎりを「石を食べるの？」と錯覚し躊躇う。しかし彼女から「食べなきゃ分からないよ」と薦められ意を決して食べ、そして「おいしい！」と舌つづみを打つ。以降おにぎりのとりこになり、またそれ以外にも「スタードーナツ」も何ら抵抗なく食べている。
当初はAIによって導き出されたデータに頼ることが多く、ひかるがプリキュアになった際にはAIに自分がプリキュアになれる確率を尋ねており、「統計上0.000000012％」であると判断されしょげている。試しに彼女の確率も尋ねたところ同率だったためさらに疑問を持つ。その後、ひかるから「過去を比べてもこれから何が起こるかなんてわからない」と指摘され、カッパードからフワを守っているときにも彼女から「データなんか関係ない。思い描くの、なりたいララちゃんを」と諭され我に返る。
責任感があるゆえいささか意固地な面もある。3人がロケットの修理を手伝おうとした際「邪魔だから出てって！」と一喝したり、ひかるの誘いで天文台へ赴いた際も「わたしはロケット直すのに忙しいの！」と憤慨し帰ろうとしたりと一匹狼さを露呈する。しかし遼太郎からプラネタリウムを見せられた際「星はつながって星座になる。人もつながりが大事」と諭され、その後アイワーンらとの戦いで3人とチームプレーしたのを機に考えを改める。戦闘後えれなから「流れ星にお願いすると願いが叶う」と聞き「みんなとロケット直したい…」と願いを呟き、それを聞いた3人も快諾する。力を合わせてロケットを修理する際ひかるが提案した新しいデザインに「かわいい」と賛同するが、効率性を重視するAIから「飾りは不要」と反論される。しかし「わたしたちが楽しくなるようなステキなロケットにしたい！」と抗い、最終的にロケットは無事修復され同時にファンシーな姿に生まれ変わる。それ以降、地球以外の惑星へ赴いてプリンセスペンを探すようになる。
そんな矢先、冬貴から自分たちを擁護してくれたアブラハムが「宇宙星空連合」の調査員と判明し、彼から「地球人に存在を知られたのは宇宙法違反、罰として故郷へ帰ってもらう！」とサマーンへの強制帰還を命じられてしまう。しかしひかるが提案した映画で今まさに自身の立場とリンクした3人との惜別に解せない羽衣天女役を熱演したのが彼に評価され、一転して地球滞在が許され地球人として名乗る名字の考案を促される。そこでひかるから「ララも羽衣天女みたいに空（宇宙）から降りてきたから『羽衣』はどう？」と薦められ自身も気に入ったため、これを機に「羽衣ララ」と名乗るようになる。
名字決定を機に観星中への通学を羨望し、それを酌んだアブラハムの助力により編入を果たす。自ずとえれなとまどかの後輩となったが何ら変わらず接しており、それを見ていた生徒から「2人と親しい転校生…、侮れない」と警戒される。ひかるとクラスメイトになるが自身と彼女たちとの学力差にカルチャーショックを受け、そんな自分を変えるべくAI指導のもと語尾の「ルン」をやめて敬語で喋る決意をするが3人から「ララらしくない」と酷評を受けてしまう。その後ひかるから学校に通う理由を問われ「地球の文明を知るため」と答えるも彼女に本心でないと見抜かれ「みんな楽しそうだった…」と本音を吐露する。その後それを聞いた彼女から「ララはもうクラスの一員だよ！」と諭されたのを機に元に戻し、クラスメイトからも語尾がかわいいと絶賛され「ルンちゃん」と呼ばれるようになる。その後、冬貴の情報提供により2年3組のメンバーに自身の素性が明かされると、一転して冷たい態度であしらわれたが、ララは学校での生活を通じてクラスメイト達が友達であると信じており、カッパードに襲われた彼らを助けるためにひかる達と共にクラスメイトの目の前でプリキュアに変身する。カッパードに「異星人が地球人と分かり合えるはずがない!」と罵られるもそれでも自分を受け入れてくれたクラスメイト達を守りたいと思った結果、ユニに続いてトゥインクルイマジネーションの力に目覚め、カッパードを撃退。自分の素性を知ったクラスメイト達と和解し、改めて仲間として受け入れられた。
夏休みの終わりに双子の兄・ロロからの連絡を受け惑星サマーンへ帰還するが、自分とは異なり優秀な家族に対し引け目を感じているため、故郷に戻るのにあまり乗り気ではなく、ひかる達の同行も断ろうとしたものの彼女達に押され渋々承諾する。サマーンではひかる達の素性の秘匿に関しても苦悩することになる。その後テンジョウとの戦いでサマーンにあったプリンセススターカラーペンを取り返したが、ククに誤解されてひかるたちと共に指名手配されてしまう。程なくしてアイワーンの陰謀によってサマーンのマザーAIが乗っ取られたことにより拘束され、自身のパーソナルAIもピンチに追い込まれるが、絶体絶命の状況下においてもパーソナルAIに必死の説得を続けたことが功を奏し、結果的にパーソナルAIに意思を抱かせ、マザーAIの暴走を阻止している。
なお、夏休みの宿題はAIに計画を立ててもらっていたことにより新学期までは数学を除くすべての教科を終わらせていた。
ダークネストとの最終決戦後、フワを復活させるためスターカラーペンダントの力を捧げたことにより、プリキュアの力と翻訳能力を失う。最終的にはガルオウガのブレスレットで生成されたワープホールから地球へ帰還するひかる、えれな、まどかに別れを告げた。
大人になってからは調査員として星空界の様々な惑星を回っており、多忙な日々を送っている。髪はロングヘアをツインテールにしている。
天宮 えれな（あまみや えれな） / キュアソレイユ
声 - 安野希世乃
9月8日生まれの乙女座。太陽のように明るく、笑顔が印象的な14歳→15歳の少女。温厚な性格で「笑顔」を何よりも大切にしており、それを奪おうとする者には怒りを見せる。AIに「力仕事が得意なパワータイプ」と評されている。太陽のプリキュア「キュアソレイユ」に変身する。口癖は「チャオ！」「いいねぇ！」。
黄色いロングヘアにオレンジ色のカチューシャを着けており、褐色肌や左目下の泣きぼくろが特徴的。瞳の色は紫。春服は首に紫のチョーカーと右腕に同色のリストバンドをつけ、オフショルダーの白いシャツに非常に短い青色のショートパンツで素足のまま白い靴を履いている。冬服はオレンジ色のシャツの上からベージュのセーターを着て、紺色の七分丈のズボンをはいている。学校は学生鞄ではなく紫のリュックサックを背負っている。
一人称は「あたし」。4人を呼び捨てで呼んでいる。また「先輩」と呼ばれるのを嫌っており、当初こう呼んでいたひかるに「えれな」と呼ぶよう是正していた（ひかるの項目も参照）。
メキシコ人の父・カルロスと日本人の母・かえでを親に持つヒスパニック系のハーフ。そのため英語が堪能で、教師の質問を英語で聞き返している。両親のほかに5人の弟妹がおり、自身は長女かつ長子。計8人の大家族。そのため「観星町星祭り」の縁日にあった輪投げで弟妹たち用のおもちゃを多量に獲得している。
家は商店街にある花屋「ソンリッサ」（スペイン語で「笑顔」を意味する）を営んでおり、多忙な両親に代わり店を切り盛りしている。また、弟妹たちの面倒も見ている。
「観星中の太陽」と呼ばれるほどの学校一の人気者で、ララを見ても驚かなかったひかるが緊張で片言になるくらいの有名人。自身の周りには多くのファンが詰め寄るため、新参者は話すどころか近づくことすらできない。また自分たちに向かって飛んできたサッカーボールをバイシクル（オーバーヘッド）キックで返したり、体育の授業の跳び箱でロンダートから宙返りを繰り出すなど驚異的な運動能力も誇る。なので3年生になった現在でも運動部から引く手あまたで勧誘が絶えないが、前述の事情により部活には入っておらず勧誘も断っている。これが映画にも生かされており、空中でのアクロバティックな演出を難なくこなしアブラハムを唸らせている。
小学生の頃、ハーフである自身が周囲の人とは少し異なるということを強く意識していた時期があり、当初友達とは敢えて距離を置いて過ごしていた。しかし、改めて見渡してみると様々な個性を持った人がたくさんいることや、皆が己の個性を生かしつつあらゆる場面において活躍していることを知り、より前向きに人と関わることができるようになった経緯を持つ。また、現在のえれなの人格に影響を与えたものとして、家族の笑顔の存在が大きいことも後に語っている。
前述の活発的な性格とは裏腹に内面は繊細で感受性が強く、安堵すると涙を見せる一面がある。また怖がりであり、安っぽいホラー映画でも絶叫してしまうほど。
人の考えを瞬時に察知し、物事が良くなるよう適宜に対応できる柔軟さもある。そのため、作中では自身を取り巻く人物の悩み事を聞き、アドバイスする立場に回ることが多い。
自身の進路については、当初忙しい母のかえでのために、実家の花屋を継ぐことを視野に入れていたが、なかなか決定できずに迷いが生じていた。しかし、かえでがテンジョウによりノットレイ化させられると、普段から家のために全てを投げ打ち、周囲に偽りの笑顔を見せるえれなへの葛藤の気持ちがあったことに気付く。その後、自身の笑顔のあり方について悩みが生じることとなるが、グーテン星においてテンジョウと対峙した際に「笑顔を見るのが好きだから、みんなを笑顔にしたい」という思いが強まり、トゥインクルイマジネーションの力に目覚める。
なお、初めてプリキュアに覚醒した際には、家の手伝いを理由に共闘を断っているが、後日改めて経緯を聞いて理解し共闘を誓う。
最終決戦後は父の母国のメキシコに留学している。大人になってからは世界的な通訳として活躍している。
香久矢 まどか（かぐや まどか） / キュアセレーネ
声 - 小松未可子
11月23日生まれの射手座。生徒会長を務めるクールで頑張り屋な14歳→15歳の少女。月のプリキュア「キュアセレーネ」に変身する。穏やかな口調の丁寧語で喋る。AIに「冷静沈着なリーダータイプ」と評されている。口癖は「ごきげんよう」。「普通の人の気持ちを知るため」という香久矢家の方針により観星中に通っている。
扇状に広がった青紫のロングヘアで、左右にえんじ色のリボンをつけている。瞳の色は青。私服は首にえんじ色のリボンをつけ白のシャツに白の縦縞がある藍色のワンピース（冬場にはウエストにリボンが追加される）を三日月のバックルがついた黒のベルトで締め、濃いグレーの靴下に黒のパンプス。白いシャツは夏場では半袖になり、冬場はタートルネックとなる。ちなみに、制服のソックスも濃いグレーである。学生鞄は手提げ鞄として使っている。
一人称は「わたくし」。ひかる、ララ、えれなを当初「星奈さん」「ララさん」「天宮さん」と呼んでいたが、後述の寄り道を機にえれなから「『さん』付けやめない？」と促されたため名前の呼び捨てで呼ぶようになる。ユニを当初は「ブルーキャット」と呼んでいたが、仲間になってからは「ユニ」と呼び捨てしている。
えれなにひけをとらない人気を誇り「観星中の月」と呼ばれている。また、観星中の全生徒の名前と容姿を把握している。
名家の令嬢で父・冬貴は政府高官、母・満佳は著名なピアニスト。自身もピアノと弓道を全国大会で優勝するレベルの腕前を持ち、また華道や茶道もたしなみ師範顔負けの腕前であり、さらに学校の成績は絶えずトップを維持する才女でもある。それゆえ人より優れた集中力や精神力が養われており、星祭りの射的ですべての景品を倒す偉業を成し遂げている。
前述の通り「何でもこなせる完璧人間」と思われるがかわいいものに目がないようで、ロケットのファンシーなデザインを見てときめき意見も述べている。また映画撮影の際アブラハムに台本を覚えてくるよう言われた時は全てのセリフと場面構成（シーン○○など）を覚えてしまい、しかも声に出してしまうなど天然なところもある。さらにひかるほどではないがUMA（ツチノコ・ネッシー・イエティ）にも興味があり、冬貴の書斎にあるUMA関連の本も読んでいる。その中に陽一の著作「UMA伝承と人間心理の相関」があり、彼に会った際「すばらしい本」と絶賛している（陽一の項目も参照）。加えてえれながダメなホラー映画にも興味津々で、内容を先んじて喋るひかるに「ネタバレ禁止」と注意している。
冬貴が唱える「香久矢家はオープン」「香久矢家は常に人の上に立つ」という家訓に則り、自身もそれに倣い隠し事はせず学校も前述した役職を担い成績も収めている。また、さらなる見聞を広めるため留学を志している。
生粋の箱入り娘なのでハイヤーで通学している。そのため商店街に行ったことがなくスタードーナツも知らなかったため3人に驚かれる。その後、ひかるの誘い（後述）で食し「おいしい」と舌つづみを打つ。
当初は「覚醒＝3人と秘密を共有＝家訓に乖離」がよぎり躊躇うが、スターたちの戦いとフワを見て父に背くことを決意している。
そんな矢先、冬貴からロケットの目撃情報を聞かされ動揺するが「気づかれないためにも学業とプリキュアを完璧にこなす」と隠し通すことを決める。しかしそれが心に余裕がなくなる原因となり、また前述の役職や習い事、家庭教師の勉強も重くのし掛かり自分らしからぬミスを連発してしまう。そんな自分を見て自己嫌悪になり「もっと完璧にならなくては…」と重圧に押し潰されそうになるが、ひかるたちに商店街への寄り道を誘われたのを機にさらなる親睦を深めることとなり、3人と互いに呼び捨てで呼ぶ仲になる。
ゼニー星のオークションでいて座のプリンセスペンが出品されていると聞き競りに参加した際には、大富豪のドラムスと競り合いになるものの、臆することなく威風堂々と立ち振る舞って彼を追い込みドロップアウトさせている。しかし、その直後ブルーキャットに盗まれるが、その際も彼女を説得して無事入手し事なきを得ている（ドラムスの項目も参照）。
観星中の生徒会長を務めていたが、途中から任期満了に伴い引退している。その際、役員の中から次期会長の立候補を募るものの、誰も名乗らなかった（正確に言うと一名はあえて名乗らなかった）ため、ひかるに打診するも、彼女が「会長の器じゃない」と辞退したためすでに生徒会で自身に献身的（？）な働きをしていた桜子に引き継いでいる（ひかると桜子の項目も参照）。生徒会長引退後はえれなの助言やガルオウガとの戦いを通じて、父の言いなりにならずに自分の意思で生きる決意を固める。最終的には留学を取りやめ、地元の高校に入学することにした。
大人になってからは宇宙開発捜査官として、有人ロケット開発プロジェクトのリーダーを務めており、宇宙へ旅立つひかるの元を訪れている。
ユニ / キュアコスモ
声 - 上坂すみれ
10月11日生まれの天秤座。レインボー星出身の少女で、唯一の生き残り。本来は猫に近い獣人であるが、自身の能力と香水を用いることで人間態のみならず様々な人物に変装が可能（詳細は後述）。宇宙のプリキュア「キュアコスモ」に変身する。単独で怪盗として行動していたゆえ疑い深く、やや上から目線で喋る。一方で口を滑らすなど早とちりな面もある。口癖は「ニャン」で、感情が高ぶったときなどに言葉の途中や語尾に付けることがある。
青のツインテールに黒い猫耳がある。瞳の色は琥珀色で、下部に三角のハイライトが2つある。またララと同じく色白の肌かつ尖った耳をしており、さらに黒い尻尾がある。私服はブルーキャット時に着ていたものそのままで、青のノースリーブジャケット、スカート、グローブ、ブーツと白のオペラグローブを着用し、太ももまである白のハイソックスを履いている。冬服は長袖の白いシャツに青いボアベストとスカートで、サイハイソックスは黒になり、白いオペラグローブは着用していない。
一人称は「わたし」。4人を当初「あなた」と二人称で呼んでいたが、次第に呼び捨てで呼ぶようになるものの作中でえれなとまどかのことを名前で呼ぶシーンはなかった。
桜子たちにはひかるから「わたしの親戚」と紹介されている。
猫のような俊敏さや器用さをもつ。また種族特有の能力として様々な人の姿に変える事ができる変化の能力を持っており、そして変身を安定させる香水でマオやブルーキャットをはじめ、バケニャーンやドラムス、スターなど様々な人物に変身することができる。しかしまだ変化の能力が未熟であるため変身後も猫の耳や尻尾があり、また香水を使った匂いもすることから変身したことをひかるとフワに見破られている。のちに「まだ変化が未熟だから香水を使っている」とひかるたちに明かしている。
主食は宇宙マタタビ入りの「マタークッキー」。後にこれがフワパニックの原因となる（詳細は後述）。
魚が好物らしく、ひかるたちの誘いで星祭りに連行された際金魚すくいの金魚を見て「おいしそう…｣と呟いている。
アイワーンの襲撃とダークペンの暴発（後述）で故郷が壊滅した際、連絡のため宇宙船に乗っていたのが幸いし難を逃れたという経緯を持つ。以降故郷の復活と宝の回収を目的とし、変化の能力を使って姿を変え、マオの時にはアイドル活動をしながら情報収集を行い、ブルーキャットの時には惑星レインボーの宝を取り戻すため盗みを働き、バケニャーンの時にはノットレイダーに潜入し仇敵であるアイワーンに近づきながら復活の手がかりを調べていた。この時にプリンセスの力の存在を知り、これが復活のための力になるとプリンセスペンも狙うようになる。
故郷でスターたちとアイワーンが対峙していた際バケニャーンから変身を解き全員に真相を明かす。その後それに激昂したアイワーンに襲われるがスターたちとの共闘ではねのけ、戦闘後ひかるから「あなたに協力する」と告げられる。しかし、この申し出を拒否しプリンセスペンとフワを奪い行方をくらます。その後ペンとフワを取り戻すためやってきたひかるたちと対峙することになるが、その最中で獣人の姿が露になってしまい（下記に詳細あり）、これを機に故郷の成り立ちから壊滅までを4人に話す。その直後ノットリガーと化したアイワーンに襲撃されるが、スターたちの応戦により事なきを得る。そして、ペンとフワを盗んだにもかかわらず自分を守ろうとする4人を見て心を打たれ「わたしも戦いたい！」と感情を露にする。その思いにトゥインクルブックが呼応し変身ペンとペンダントが誕生したのを機にプリキュアへ覚醒し4人に加勢する。
その後アイワーンがダークネストによって精神を乗っ取られ強大な力を得るが、スターがアイワーンを救いたいと行動を起こしたのを見て感化され共に救うことを決める。その思いが香水をレインボーパフュームへと変化させ、それを用いてアイワーンを生来の姿に戻すが逆ギレされ自身の宇宙船を奪われてしまう。その後ひかるたちに促される形でロケットに搭乗し地球へ向かうことになり、その際まだ「ブルーキャット」と言っている彼女たちに本名を明かし心を開く。
ブルーキャットとして単独行動していたためかつてのララと同じく一匹狼な面があり、地球到着後もひかるたちと別行動している。そのため「戦闘になったら現れ、終わったらすぐいなくなる」というパターンが多く、プルンスから「おいしいところだけ持っていく」とぼやかれている。その後の自身の不注意でフワがマタークッキーを食べてフワパニックが起きた時「自分でまいたタネ」と責任を感じまたも単独で事態の収拾に向かっている。しかし後を追ってきたえれなから「もっと分かち合おう！」と言われて少し考えを改め、結果的にスターたちとともにフワを助ける（えれなとフワの項目も参照）。この事件を機にひかるたちと打ち解け共闘するようになる。
やがて、トゥインクルイマジネーションの力を探し求めるうちに辿り着いたウラナイン星でアイワーンと戦闘になり、その過程で自身がアイワーンと同じく復讐に囚われるあまり周囲が見えなくなり、相手を傷つけていたことに気付く。そして過去を見続けるのではなく、未来に目を向けることの大切さを悟り、アイワーンの過去の過ちを全て許容すると共に、自身の行いを謝罪した。その結果、プリキュアメンバーの中で最初にトゥインクルイマジネーションの力に目覚める。
地球に来てしばらくは木の上で生活している様子が見られたが、第45話以降は惑星レインボーに帰るまでの間ララのロケットに居候していた。また、猫の集会にも参加している模様。
ダークネストとの最終決戦後は、フワを復活させるべくスターカラーペンダントの力を捧げたため、プリキュアの力を失うと共に、地球へ帰還するひかる、えれな、まどかの3人に別れを告げた。その後は惑星レインボーに帰還し、アイワーンと共に母星の復興を果たした。
獣人態
スターと対峙中もみ合いになり、その拍子で煙幕がオリーフィオの石像に当たったのを見て故郷が壊滅するシーンがフラッシュバックし、その影響で人間態から戻った本来の姿。
容姿は他のレインボー星人と同様、猫に近い獣人である。髪が水色の太いツインテールになり、肌の色がアイボリーに変わる以外は人間態とほぼ同じ。宝玉がある藍色のノースリーブジャケットと白とピンクのバルーンキュロットを着用している。
地球でもハロウィンパーティで披露しており、桜子たちから「すごい特殊メイクね」と驚かれる。
15年後の時点ではロングヘアを二つに纏めてお下げにしており、巫女を思わせる服装を着用している。
ブルーキャット
ユニが変身した姿の一つで、狙った獲物は必ず盗むと宇宙で噂になっている宇宙怪盗。人間態の服装に加え、猫耳を隠す大きな青のシルクハットをかぶり、大きな青のサングラスをかけている。このサングラスには熱源探知機能を備えている。
最初に登場した際にはオークション出品物を盗む目的があり、この際会場を攪乱させ盗む隙を作るため、ひかるたちがプリキュアであると知った上でオークション会場に誘い入れた。その後ドラムスの屋敷にある宝を盗もうとした矢先、プリンセスペンを探しに再びゼニー星へ訪れていたひかるたちと再会し協力を促す。また、プリキュアのみならずアイワーンのことも知っている素振りも見せていた（詳細は前述）。
ドラムスが臣下に調べさせたところによると「ブルーキャットの目的は惑星レインボーの宝のみで、他の盗品は恵まれない人々に分け与えている義賊である」と真実を突き止めている。
コスモ覚醒後は地球へ来たこともあり封印していたが、AIから宇宙マフィアのドン・オクトーが星の宝石を持っていると聞いて奪還すべく再活動を決める。ひかるたちからの反対を押し切る形で奪還を実行している。本人によると「すべての宝石を取り戻すまで続ける」と明言する一方「みんなを悲しませることはしない」とも述べており、不要不急の盗みを行わないことを誓っている。
マオ
ユニが変身した姿の一つで、彗星のように現れ、出した曲は天文学的大ヒットを記録した宇宙No.1アイドル。扇状に広がった赤紫の髪と猫耳のようなシニヨン、黄緑の瞳、尖った耳、黒い尻尾、白い手袋が特徴。一人称は「マオ」。ユニの時とは異なって声色が可愛くなり、常に語尾に「〜ニャン」とつけて喋る。ピンク色のノースリーブドレスをまとい、胸元と尻尾に濃いピンク色のリボンをつけている。靴は猫の足を模した水色のショートブーツを履いている。
オークション開催前の余興としてスペシャルライブを行うため、ドラムスが自身のポケットマネーで呼び寄せた。この時ひかるたちに興味を示し、ドラムスの承諾も得て彼女たちをオークション会場に招き入れドレスを貸している。その後アイワーンが襲来した際、ブルーキャットと同一人物だったことをひかるたちに明かす。
地球でもフワパニックの際に商店街で変身し、人々にコピーフワたちを目撃させないため歌を披露している。
バケニャーン時の説明は同節を参照。

### 宇宙妖精
以下の人物の他、スターパレスではプルンスに酷似した容姿の宇宙妖精が多数スタープリンセス達に仕えていたが、ノットレイダーの襲撃の際に先に避難させられた。
フワ
声 - 木野日菜
スタープリンセスたちによって、最後の希望として生まれた宇宙の妖精。赤ちゃんのように無垢な存在だが、スタープリンセスの力の解放やワープホールの生成、異種間の言語の翻訳など不思議な力を持つ。ただし体調が良くないとこれらの能力が不完全になることがある。
「フワ」という名前はひかるが「身体がふわふわだから」という理由で付けた物で、のちにプルンスから「スペガサッス・プララン・モフーピット・プリンセウィンク」と本名を教えられる。しかしひかるは「長いから『フワ』でいいよ」と一蹴し、本人もこの呼称を好んでいることからララとプルンスもこれで呼ぶようになり、スタープリンセスやノットレイダーもこの呼称を使用する。
片言ながら言葉を話すことが可能。語尾に「〜フワ」とつけるが、たまにつけないこともある。
一般人には「動くぬいぐるみ」として正体を秘匿されているが、本人はそれを気にせず行動することがしばしばである。
純真無垢ゆえ緊張感や危機感がなく、一時的にブルーキャットにさらわれた際も「ブルーキャットは怖くない！」と言って彼女を呆れさせた。
ユニが持っていたマタークッキーをつまみ食いし、その刺激でしゃっくりが発生して大量のコピーが増殖したことがある（下記に詳細あり。ユニの項目も参照）。第31話にて、全てのプリンセススターカラーペン が集まりプリンセスが全て揃った事でユニコーンへと姿を変え、以降はこの姿のまま登場する。スタープリンセスによるとここからさらに成長するとされる。
その後、地球にガルオウガが襲来し、プリキュアがフワを守るために必死に戦っているのを目撃し、フワもプリキュアを守りたいと願う強い思いがシャイニートゥインクルペンとスターカラーペンダントと酷似した黄色のペンさしに変わり、それによりプリキュア五人の必殺技「トゥインクルイマジネーション」を発動させ、それによりガルオウガの腕輪が壊れ、瀕死状態に陥った。この状態のフワはダークネストによると、器として完成した状態であり、トゥインクルイマジネーションを集めきる前に手に入れる必要があると述べた。トゥインクルイマジネーションはフワに何かしらのいい作用をもたらすようで、スタープリンセスたちもひかるたちに集めるよう指示している。
またワープ能力も強化され自由自在に使えるようになるが、自身でワープ地点を定めるのはできない模様。この能力により大騒動を起こしたためプルンスに「面倒な能力を身に付けた」と呆れられ、またワープの巻き添えを喰らったひかるからも「ワープ禁止！」と咎められてしまう。
その正体はスターパレスの一部であり、宇宙の創造と消滅にあたって必要なイマジネーションを蓄える器としての役割を担う存在だった。最終決戦ではダークネストに対抗する切り札として全宇宙のイマジネーションの力を抱えたままダークネストとぶつかり合い、消滅した。戦いが終わり宇宙が再生しても復活できないはずであったが、プリキュアのスターカラーペンダントの力と引き換えに初期の姿で復活を遂げる。その際にほとんどの記憶と能力を喪失したが、ひかるの名前は覚えていた。その後はスターパレスに留まることになる。
番組開始に先駆け、シリーズ前作『HUGっと!プリキュア』の2019年1月27日放送分（第49話）のバトンタッチにもゲストとして登場した。詳細は当該項目を参照。
12変化
スタープリンセスの力を解放する時にパワーに応じ、おひつじ座、おうし座、ふたご座、かに座、しし座、おとめ座、てんびん座、さそり座、いて座、やぎ座、みずがめ座、うお座のいずれかに変化することができる。
人間態
ミュージカルショー『ドリームステージ』で登場。願い事を3つ叶えてくれる宇宙の宝「イマージジュエル」の力によって人間の女の子に変身する。
銀髪のボブで、妖精時の耳と同様の外見のシニヨンがあり、右側に前から水色、黄色、ピンクのメッシュが入る。頬には妖精時と同様の模様がある。服装は白とピンクを基調としたワンピースで、シースルーのパフスリーブがあり、襟やバルーンスカートなどがモコモコした形状で、妖精時の尻尾も生えている。ピンク色のオーバーニーハイソックスと黄色い靴を履いている。
コピーフワ
前述のマタークッキーをつまみ食い後のしゃっくりから誕生した自身のコピー。食べ物を与えると消える。
しゃっくりの度に増殖し、ついにはロケットからあふれ外へ出てしまい湖や商店街、星奈家に集団が近づく事態に。しかし本物のフワがカッパードに捕まった際の驚きによりしゃっくりが止まったのを機に増殖も止まり、残ったコピーたちも戦闘後ひかるたちの頑張りによりすべて消滅したため事なきを得る。
ユニコーンフワ
第31話にて全てのプリンセススターカラーペンが集まり、スタープリンセスが全て揃った事によりユニコーンへと成長したフワの姿。
体が馬のように変わり、額からツノが生え青、黄色、赤3色のたてがみが生えている。プリキュアに力を貸す時にピンクの星のついた黄色い球を作り出し、そこにシャイニートゥインクルペンを刺すことでプリキュアを強化フォームに変え必殺技を発動させる。
この容姿でも性格や能力はさほど変わっておらず空から落ちた際ツノを地面に刺したり、目的地とかけ離れた場所にワープしたりと拙さを露にしている。
プルンス
声 - 吉野裕行
青い火星人のような容姿をしたプルプルの宇宙妖精。一人称は「プルンス」で、語尾にも「〜プルンス」とつけることが殆ど。かつてスターパレスでスタープリンセスに仕えていたが、スターパレスがノットレイダーの襲撃を受けた後はスタープリンセスから託されたフワを守りながらプリキュアを探していた。自由自在に身体を変形させることが可能で、それを活かして戦闘を含むプリキュアの活動をサポートする。
ララと違って地球の言葉を最初から理解できる。　
冷静沈着な性格だが涙もろいところもあり、ひかるたちの青春っぽい友情を見ては感涙している。
スタードーナツの香りに垂涎し食したのを機にとりこになり、それが講じてロケットに「自動ドーナツ製造機」（のちに「プルンスタードーナツ製造機」と命名）を造ってしまう。しかも宇宙食栄養士の資格もあるため味にも拘りを見せ、最初に作った味に納得せずひかるたちに食べさせなかったほど。
フワと共にプリキュアを探す旅をしていた際、乗り合わせたトラックから流れてきたマオの歌に元気づけられたのがきっかけで「マオたん」と慕うようになり、またブロマイドやぬいぐるみ、缶バッジなどを持つほどの大ファンとなる。ゼニー星へ赴いた際偶然彼女がいると知りプルンスタードーナツを贈ろうとしたがブルーキャットと同一人物だと知った途端愕然とし、その帰り大量のドーナツを作ってやけ食いし自暴自棄になる。その後ブルーキャットから協力要請があった際「誰が協力するか！」と反感を露にするが、次第に「ファンをもてあそんだ！」や「青春を返せ！」とファン寄りの立場にシフトしている。結果的に彼女を拒絶したが、マオで頼み事をされた際はコロッと引き受けてしまっている。その後彼女がコスモへ覚醒し仲間になった後は「変化が未熟」とからかったり、マオの時にあげられなかったドーナツをあげたりと態度を軟化させている。
長らくスタープリンセス達に仕えていたものの、フワの正体やプリンセス達の起源などの重要な事項の詳細は知らされておらず、それらを知った際は驚愕していた。最終決戦後はスターパレスに残り、フワの世話を行っている。

### ノットレイダー
本作品におけるプリキュアの敵対勢力。ダークネストが率いる異星人集団で、ブラックホールのような場所にある浮遊型のアジトを本拠地にしている。地球とは比較にならないほど高度な科学技術をほこり、瞬間移動や攻撃能力を搭載したアダムスキー型の宇宙船を無数に保有している。
全宇宙の支配を目論み、手始めに「星空界」の聖域に位置する「スターパレス」へと侵攻し、そこを守護していた13人（ふたご座が2人いる）のスタープリンセスと交戦になるが、結果として彼女たちに敗北したことで撤退を余儀なくされる。しかし、その後はスタープリンセスたちが最後の希望として生みだした宇宙妖精のフワを狙い、そのフワを保護しているララやプルンスを追跡する形で地球にも侵攻を開始する。また、フワを守ろうとするプリキュアの抹殺や、「プリンセススターカラーペン」の奪取も目的に掲げている。
ノットレイダーの構成員たちは元々住んでいた母星における侵略・破壊行為などにより住む場所を失い、暗く凍える宇宙の隅に追いやられたという共通点を持つ。中にはテンジョウのように自らの意思で星を捨てた者もいる。しかし、ノットレイダーの構成員は母星を奪われたことをむしろ利用しており、今度は自分たちが星を奪うことを道理として正当化する傾向にある。
ダークネストが正体と真の目的を明かした後、構成員達は裏切られた怒りから歪んだイマジネーションにより暴走状態となるがプリキュアに浄化される。これによりプリキュアや宇宙星空連合と和解し、ダークネストを止めるために共闘することになる。その後、宇宙星空連合から新たに星を貰い受け、そこで生活している。
戦闘員のノットレイを除く構成員は妖怪をモチーフとしている。また、プリキュアシリーズに登場する敵対勢力としては珍しく巨大な怪物が主戦力ではなく、基本的に戦闘員が幹部の指揮下で戦うスタイルとなっている。

#### 上層部
ダークネスト / 蛇遣い座（へびつかいざ）
声 - 園崎未恵
ノットレイダーを支配する謎の存在。筋骨隆々な体格に、禍々しい赤色の目が特徴。物語の序盤までは「あのお方」という名で呼ばれていた。一人称は「われ」。
身体には長いマント付きの蛇が巻き付いたような鎧を、顔には大蛇が口を開けたような装備を着用している。肉体が復活する前は実体がなく、禍々しい緑色のエネルギー体のような姿をしていた。
目的のためならば手段を選ばない主義で、苦痛を伴うやり方で強制的に配下を従わせるなど、徹底的に冷酷な人物として振る舞う。また、多様性や想像力を全否定しており、他人の思考を停止させようとする傾向にある。
強大な闇の力を宿しており、その力を駆使して対象のものを強化させたり、相手の意識を乗っ取ったり、相手のイマジネーションを歪ませる能力をもつ。また、自分の鎧を量産することも可能で、その鎧を配下たちに着用させることで強化することもできる。
その正体はへびつかい座のスタープリンセスであり、かつてスターパレスで他のスタープリンセスとともに宇宙を創造した人物でもある。しかし、創造の過程で他のスタープリンセスたちが自らの興味本位で生命体にイマジネーションを授けようとしていることへの不安と危機感を募らせ、単身スタープリンセスたちに反旗を翻すものの力及ばず返り討ちに遭う。その後、回復を待つ過程で闇を増幅させていき、復活後は「ダークネスト」と名乗りながら失敗作と見なした現在の宇宙を巨大なブラックホールで滅ぼそうと目論むようになった経緯を持つ。
ダークネストとして手始めにガルオウガの母星を滅ぼし、母星を滅ぼしたのは自分であることを隠した上でガルオウガに配下になるよう要求し、彼に「ノットレイダー」を結成させるといった行動に出る。そして、かつての同胞であるスタープリンセスたちを始末しようとノットレイダーを率いてスターパレスへと侵攻を開始するが、激闘の影響で深いダメージを負って撤退を余儀なくされ、その後は傷を癒すためにクリスタルの中で休眠することになる。
休眠からしばらくしてプリキュアが「トゥインクルステッキ」を生み出したのと同時に意識が目覚め、惑星サマーンにおけるプリキュアとアイワーンとの戦いではアイワーンの精神を乗っ取り、プリキュアを倒すという目的のためだけに彼女を暴走状態へと至らしめる。しかし、そのあまりの非道な行為に憤慨したキュアコスモの「プリキュア・レインボー・スプラッシュ」を受けて退散を余儀なくされるも、その直後に肉体を伴った復活を遂げることに成功し、ガルオウガたちの前に再度君臨する。
最終決戦では、イマジネーションの力を背負ったフワと相討ちになり、消滅したと思われていたが、実際にはプリキュアのフワを消したくないという思いがフワの力の発揮を阻害し、生存することとなる。その後、かねてより画策していた宇宙を無に帰するための計画を実行に移し、全宇宙を暗闇に陥れる。しかし、変身能力を失ってもなお自身のイマジネーションの力で変身し抵抗を続けるプリキュアに圧倒され、最後は全宇宙のイマジネーションの力で一時的に作り出されたフワとプリキュアによる「プリキュア・スタートゥインクル・イマジネーション」を受け、完全敗北した。その後、プリンセス達に自分たちの元へ戻るよう誘われたが断り、再び歪んだイマジネーションの世界が作られた暁には再来することを伝えると共に、自身のブレスレットをガルオウガに託すと、何処かへ去って行った。
本来の姿
ダークネストの「蛇遣い座」としての本来の姿。ビロード色のロングヘアと刈安色の瞳を持つ女性の姿をしており、蛇を模した飾りに紺桔梗色の衣装を着用している。
ブラックホールを生成する能力を宿しており、戦闘の際には手の平サイズのブラックホールを瞬時に生成してプリキュアの技を吸収する技を披露する。また、歪んだイマジネーションを蛇状のエネルギーに変えることも可能で、その力を駆使して相手を攻撃または拘束することもできる。

ガルオウガ
声 - 鶴岡聡
ノットレイダーの最高幹部を務める鬼のような男性怪人。水色の肌に屈強の巨体が特徴で、頭部には2本の角を生やしている。一人称は「わたし」。
紫色の肩パッドが付いた青色の長いフードを身に纏い、胴体には黒いベルトを身に付けている。また、両腕には多彩な能力を搭載したブレスレットを付けている。なお、戦闘などの激しい動きを要する際には前述のフードを脱ぎ捨てる。
非常に厳格かつ冷徹な人物として振る舞い、自分にも他人にも厳しく接する傾向にある。また、力が伴わない者は何も守れないという思考の下、プリキュアやその仲間たちの思考を「甘い」という理由で徹底的に蔑視している。
先のスタープリンセスたちとの戦いにより深い眠りについたダークネストに代わり、彼の代行者としてノットレイダーを統率する役割を担い、配下たちに指示を下す権限をもつ。ダークネストが復活して以降は、彼の側近としての役割もこなしている。
かつてダークネスト（蛇遣い座）の強大な力の前に為す術もなく母星や仲間を失い、その後は母星付近の星に移住を余儀なくされていたが、故郷を滅ぼした元凶であることを知る由もなくダークネストの誘惑に賛同する形で配下になった経緯をもつ。
5人のプリキュアを相手にしても圧倒するほどの強大な戦闘能力を誇り、プリキュアの浄化技である「プリキュア・サザンクロス・ショット」や「プリキュア・レインボー・スプラッシュ」をも通用しない耐久力をもつ。また、前述のブレスレットの能力で空間を引き裂く形でワープホールを発生させたり、ダークネストの力を配下たちに与えることもできるが、このブレスレットがないと宇宙空間では呼吸ができないという弱点をもつ。
プリキュアに残りのプリンセススターカラーペンが奪われることを危惧したダークネストの意向を酌み、フワをねらう形で初めてキュアスターの前に姿を現し、彼女との一騎討ちになるが、他のプリキュアが駆けつけ、更にはフワの成長やブレスレットの力の消耗により一時撤退する。次いで地球に現れ再度プリキュアを襲撃し、自分の過酷な過去を盾に彼女たちを圧倒的な強さで追いつめる。しかし、フワを守るという強固な意思を示したプリキュアの前に圧倒され始め、彼女たちの新しい浄化技である「プリキュア・スタートゥインクル・イマジネーション」を受けて敗北し、その後はダークネストによりしばらくの間待機処分を命じられる。
プリキュアや宇宙星空連合との最終決戦ではダークネストと共にスターパレスへと侵攻し、ダークネストの鎧を着用してプリキュアを圧倒する力を得る。しかし、戦いの途中でダークネストが蛇遣い座としての正体を露にし、彼女が自分の母星を滅ぼした元凶であることを知らされたことで歪んだイマジネーションが増幅し、暴走状態へと陥るものの、最終的に「プリキュア・スタートゥインクル・イマジネーション」を受けて元の姿へと戻る。全てが終わった後、ダークネストからブレスレットを与えられ、その能力をひかる達地球人が帰還するためのワープホール作成に使用した。その際に誤ってノットレイのマスクもワープホールに送ってしまったことが後の地球での騒動につながる。
強化形態
ダークネストの量産された鎧を着用して強化された姿。怒りの感情が増幅されたことで目は充血するようになり、頭部には3本の突起物があるヘルメットを付けている。
普段よりも増して戦闘能力が向上しており、その力でプリキュアを圧倒し、左腕に付けているブレスレットで歪んだイマジネーションをエネルギーに変えて攻撃する技をもつ。

#### 幹部
カッパード
声 - 細谷佳正
ノットレイダーの一員として登場する河童のような男性怪人。水色の肌に緑色のセミロングヘアが特徴。一人称は「わたし」または「オレ」。
宇宙服を彷彿とさせる奇怪な衣装を着用し、目の辺りには橙色のゴーグルのようなものをかけ、首元には地球人の翻訳機にもなるチョーカーを身に付けている。
優越感あふれるナルシスト気味な人物として振る舞い、自分以外の生物を下等な存在として見下す傾向にある。また、相手と会話をする際には決めポーズをすることが多い。
水陸宇宙両生でもあり、宇宙空間でも問題なく生存できる体質をもつほか、水中にいることで力を蓄えることもできる。また、戦闘の際には両剣のような武器を用いて攻撃したり、頭部にある皿から「カッパード・ストライク」という水を用いた技を繰り出す。ダークネストから力を与えられて以降は、人間の心に潜む歪んだイマジネーションを抜き取り、その力で武器を多彩な形態へと変えるという手法を用いる。
異星人への敵対心が強く、特に異星人同士の交流を肯定するひかるやララとはしばしば対立している。詳細は不明だが、かつて住んでいた母星が異星人の侵略に遭い、生活の基盤である水を抜かれるといった仕打ちを受けた過去がある。
フワを保護するララとプルンスを追跡する形で地球へと出向き、ノットレイダーの幹部の中では最初にプリキュアを襲うようになる。
プリキュアや宇宙星空連合との最終決戦ではダークネストと共にスターパレスへと侵攻し、ダークネストの鎧を着用してプリキュアを圧倒する力を得る。しかし、戦いの途中でダークネストが蛇遣い座としての正体を露にすると共に、自分たちを裏切って捨て駒にしようとしたことで歪んだイマジネーションが増幅する。その影響で自我を失って暴走状態へと陥るが、「プリキュア・スタートゥインクル・イマジネーション」を受けて元の姿へと戻る。宇宙星空連合の治療を受けた際、ひかるから地球のおにぎりを食べるように勧められ渋々口にするとその美味しさに驚いた。
強化形態
ダークネストの量産された鎧を着用して強化された姿。怒りの感情が増幅されたことで目は充血して身体は筋肉質へと変貌し、右目には羽のような眼帯を付けている。なお、普段のゴーグルは外している。
普段よりも戦闘能力が格段に向上しており、2本のエネルギー状の剣を用いてプリキュアを圧倒し、その剣を持ちながら身体を高速回転する技を披露している。

テンジョウ
声 - 遠藤綾
ノットレイダーの一員として登場する天狗のような女性怪人。桃色の肌に盛り上がった赤色のヘアスタイルが特徴。一人称は「わたし」。
赤を基調とした露出度が高いビキニ風の衣装に、黒色の長い手袋とロングブーツを着用し、天狗の扇子を携帯している。普段は天狗のような仮面を装着しており、仮面の下の素顔は地球人とあまり変わらぬ面立ちをしている。
非常にプライドが高い妖麗な人物として振る舞い、部下のノットレイたちをただの駒として扱う冷徹な策略家だが、その美貌から当のノットレイたちに好意を寄せられるカリスマ性もある。
高い鼻が美徳とされているグーテン星の出身であり、その中においてテンジョウ自身は生まれつき鼻が低かった上、周囲から常に同情の目で見られることが大きなコンプレックスとなっていた。やがて周囲の視線や言葉が全く信用できなくなり、高い鼻の仮面で顔を覆い隠すようになると共に、自ら故郷を捨てノットレイダーに加わった経緯を持つ。
戦闘面では知略を駆使した戦法を好み、敗北した経験を生かして相手を追いつめる。また、部下のノットレイたちを統率する能力にも長けており、「陣形・テング風」という複数のノットレイたちで構成された陣形技を繰り出す。ダークネストから力を与えられて以降は、負の感情を抱く人間をノットレイにさせる能力を与えられ、扇子を振ってそのノットレイを巨大化させることもできるようになる。
ガルオウガからの命令でスタープリンセスの力を奪うために地球へと出向き、同僚のカッパードと競う形でプリキュアを襲うようになる。時には、人間の教師に化けてプリキュアに接触し懐柔することも試みたが、その過程で幼少期のトラウマが脳裏によぎり、素の感情が露わになったことで失敗に終わっている。
そのような中、故郷のグーテン星にプリキュアがいるという情報を受け、戦闘員を連れずに単身乗り込む。しかし、戦闘の最中仮面が外れ、コンプレックスだった低い鼻を見られたのを機に自身の生い立ちを明かすと共に、秘密を知ったプリキュアを消すため自らをノットレイ化させ、ソレイユ以外のメンバーを戦闘不能まで追い込む。やがて自身の笑顔のあり方を理解したソレイユから「みんなを笑顔にしたい」という思いを告げられると共に、最後は「プリキュア・スタートゥインクル・イマジネーション」を受けて元の姿に戻った。
プリキュアや宇宙星空連合との最終決戦ではダークネストと共にスターパレスへと侵攻し、ダークネストの鎧を着用してプリキュアを圧倒する力を得る。しかし、戦いの途中でダークネストが蛇遣い座としての正体を露にすると共に、自分たちを裏切って捨て駒にしようとしたことで歪んだイマジネーションが増幅する。その影響で自我を失って暴走状態へと陥るが、「プリキュア・スタートゥインクル・イマジネーション」を受けて元の姿へと戻る。その後は仮面を外し、プリキュアや宇宙星空連合に協力する。
強化形態
ダークネストの量産された鎧を着用して強化された姿。怒りの感情が増幅されたことで目は充血して身体は筋肉質へと変貌し、普段の仮面には2本の突起物が生えるようになる。
普段よりも戦闘能力が格段に向上しており、巨大な扇子を用いてプリキュアを攻撃する他、格闘能力も披露するようになる。
ジョー・テング
テンジョウが「へんしんじゅ」の力を用いて人間に変化した際の姿。テンジョウの特徴である盛り上がった髪がなく、ポニーテールにまとめており、黄色い眼鏡をかけている。
英語の特別講師として観星中に潜入し、英語のスピーチコンテストに出場するえれなの指導員として接触するとともに、自身のカリスマ性によって生徒たちの人気を集めることとなる。

アイワーン
声 - 村川梨衣
ノットレイダーの一員として登場する一つ目小僧のような少女怪人。紫色の肌に黄色のツインテールヘアが特徴。一人称は「あたい」で、笑い声は「ケヒャヒャ」、語尾に「だっつーの！」と付けて喋る。
黄と黒を基調とした奇怪なドレスを着用し、紫色の模様が入った黒色のタイツを履いている。頭部には2本の触手のようなものを生やしたカチューシャを付けている。後述のノットレイダーから脱退したあとは、黄色のパーカーを身を隠すように着用するようになる。
誰にでも生意気な態度で接する性悪な人物として振る舞い、気に入らない存在を徹底的に罵倒し、連敗続きの仲間に対しても悪態をつく冷徹さをもつが、自分が子供扱いされると感情的になる傾向にある。
幼い頃、自身の故郷である星を失い、彷徨い続けた果てにノットレイダーのアジトに迷い込んだ経緯を持つ。以後、ノットレイダーの中では科学者として「プリンセススターカラーペン」の捜索が可能となる最新式のヒットレーダーや、プリンセススターカラーペンを闇に染めた「ダークペン」を用いて「ノットリガー」という怪物を生み出すなど、様々なアイテムを開発している。また、戦闘を行う際には光線銃を用いることもある。
かつて、プリンセススターカラーペンを求めて惑星レインボーへと出向き、頑なにペンを渡そうとしないオリーフィオたちに対して試作のダークペンを使用しようとするが、そのダークペンが暴走する形で惑星レインボーを石化させた経緯をもつ。しかし、その出来事に一切の罪悪感を持つことなく、惑星レインボーの宝などを盗み、その宝を売るなどして研究資金を稼ぐといった行為を行っていた。
ガルオウガの命令により、連敗続きのカッパードやテンジョウに代わって執事のバケニャーンとともに地球へと出向き、自身が開発したアイテムを試作する形でプリキュアを襲うようになる。
おひつじ座のプリンセススターカラーペンを求めて惑星レインボーに出向き、同じく同惑星に来ていたプリキュアとの戦いの中で、同行していたバケニャーンの正体がブルーキャット（ユニ）の変装だったことを本人から明かされる。それらの真相に逆上し、裏切り者のバケニャーンことユニとプリキュアを始末するため自らノットリガーと化すが、ユニがキュアコスモに覚醒したことで窮地になる。その後、出現したダークネストにより意識を乗っ取られて苦しみだすが、キュアコスモの浄化技である「プリキュア・レインボー・スプラッシュ」を受けて元の姿に戻る。しかし、それでも改心することはなく、ユニの宇宙船を強奪したまま姿を眩ます。
キュアコスモに大敗した失態でノットレイダーからは脱退しており、その後はユニへの復讐に執着するばかりか、プリンセススターカラーペンやフワにはもはや興味を示さなくなっている。ノットレイダーを辞めてもプリキュアとは敵対し続けており、ユニへの復讐心で前述の宇宙船を「アイワーンロボ16号」に変形させて襲ったり、時にはノットレイダーと協力してプリキュアを襲う手段も用いる。
やがて、ウラナイン星において宇宙船に更なる改良を加えた「アイワーンロボ23号」を駆使してユニに戦いを挑むものの、戦いの中で自身の境遇がアイワーンと同じであることに改めて気付いたユニから謝罪を受けると共に過去の過ちも許容され、プリキュアから地球に来るよう誘われるも、これをはね除ける形でしばらく姿を消す。
プリキュアとノットレイダーによる最終決戦にて久しぶりに姿を現し、性悪な態度こそ変わらないもののプリキュア側へと寝返っており、ノットレイダーの攻撃からプリキュアたちを守る行動に出る。その際にユニに自分の所業を謝罪し、戦いが終わった後は惑星レインボーの復興に協力している。大人になってからも惑星レインボーの開拓に携わっており、惑星の住民たちとも打ち解けている。容姿はベリーショートの髪型の背の高い女性の姿に成長している。
バケニャーン
声 - 上田燿司
ノットレイダーの一員として登場する化け猫のような男性怪人。ネコを彷彿とさせる顔立ちが特徴。一人称は「わたし」で、会話をする際には常に敬語を用いる。
黒と白を基調とした燕尾服を着用し、首元には蝶ネクタイを身に付け、右目には片眼鏡をかけている。また、ティーセットを持ち歩くことが多い。
普段はアイワーンの執事を務めており、彼女の完璧かつ忠実な従者として振る舞っているが、感情的になりやすいアイワーンを制御するお目付け役的な役割もこなす。
その役柄上、プリキュアとの戦闘になることは滅多にないが、俊敏かつ華麗な動きでプリキュアの攻撃を難なくかわす身体能力をもつ。
その正体は、アイワーンに近づくために姿を変えていたブルーキャットで、惑星レインボーでのプリキュアとの戦いの中、フワに香水の匂いから気づかれたのを受ける形で自身の正体を明かす。その流れで、ブルーキャットとしてノットレイダーから完全に脱退した。
後に、変装のモデルとなる人物がいたことが判明する（詳細はハッケニャーンの項目を参照）。

#### 元構成員
ドラクール
声 - 川田紳司
テレビシリーズの派生作品にあたる、『スター☆トゥインクルプリキュア ドリームステージ』に登場するオリジナルキャラクター。
かつてはノットレイダーに所属していたが、自らの野望である「宇宙を自らの物にする」という目的を果たすため独立した経緯をもつ。
ノットレイダーから独立した現在は「宇宙伯爵」と名乗り、「イマージジュエル」を狙ってプリキュアたちと対峙することになる。
表向きはクールな人物として振る舞っているが、やり口がクールでない一面があるほか、時折周囲をしらけさせるダジャレを言うことがある。

#### 戦闘員・怪物・戦闘機
ノットレイ
声 - 下山吉光、田中健大、越後屋コースケ、宮崎遊、近藤唯、小島幸子、金香里
ノットレイダーの幹部が使役する戦闘員たち。銀色系統の宇宙服のような衣装（製造者はアイワーン）を着用し、顔面には紫色の文字で「Ｎo」と書かれている。その正体は居場所を追われた宇宙人達であり、基本的に「ノットレイ〜！」とだけ発声するが、本来は会話は可能。
普段はノットレイダーの宇宙船内に待機しており、幹部からの出撃命令に応じる形でプリキュアとの戦闘に加わる。靴底からロケットを噴射する形で宇宙空間でも素早く動くことができる他、光線を放つ銃や手榴弾を所有している。また、一般人をノットレイ化することも可能である。
通常の個体はプリキュアに比べて戦闘能力はあまり高くないが、テンジョウが使役する一般人を素体にした強化型のノットレイ（声 - 下山吉光）はプリキュアにも対抗できるほどに強化されている。
プリキュアや宇宙星空連合と和解後は、ダークネストを止めるために自分達の意思で再び戦闘服を纏い戦いに参加した。
回によっては登場しないこともある。
ノットリガー
声 - 下山吉光
アイワーンが使役する怪物。怒りに満ちた顔に、額に「Ｎ」の模様が施された姿が特徴。基本的には「ノットリガー！」とだけ発声する。
プリンセススターカラーペンを闇に染めた「ダークペン」を用いて人間の心を闇に染め、闇のイマジネーションで具現化する形で生み出される。また、ノットリガーにされた人間はノットリガーの身体にある黒いハートの中に閉じ込められ、夢や想像力を失われた状態になる。
第11話ではアイワーン、カッパード、テンジョウを取り込んだ強力なノットリガーが登場し、4人のプリキュアを相手に圧倒する力を見せつけた。また、このノットリガーは通常の個体とは異なり、取り込んだカッパードたちの意識が失うことはない。
アイワーンノットリガー
声 - 下山吉光
第20話と第21話で登場。アイワーンが「ダークペン」を使用し、自らノットリガーへと変貌した個体。服装は基本的にアイワーンのままだが、外観は禍々しいものへと変化している。
この個体でもアイワーンの意識が失われることはないが、第21話ではダークネストによって意識を乗っ取られた上、苦しみを伴う形で強制的に強化されている。なお、ダークネストに強化されてからは緑色のオーラを放つようになる。
通常のノットリガーとは比較にならないほどの強力な力を宿しており、4人のプリキュアを圧倒する戦闘能力をもつほか、巨大な目から光線を放つこともできる。しかし、キュアコスモの強さの前には一方的に圧倒されていた。

アイワーンロボ16号
第27話で登場。アイワーンが操縦する戦闘機。宇宙船に手足が生えた外観が特徴で、機体にはアイワーンを彷彿とさせる不気味な1つ目模様などが施されている。
アイワーンが奪ったユニの宇宙船を戦闘型マシンへと改造した機体に、バケニャーンに裏切られたアイワーンの憎しみの感情を闇のイマジネーションの力へと変換し、それを前述の改造したユニの宇宙船に注ぎ込むことでアイワーンロボへと変化する。
5人のプリキュアを相手にしても引きを取らないパワーとスピードを備えており、腕から強力な光線を放つこともできる。

アイワーンロボ23号
第38話で登場。上述の16号に更なる改良が施され、バージョンアップしたもの。
大まかな機能は16号と変わらないが、新たに石化光線の機能が備わっている。

### 星空界
地球から遠く離れた場所にある世界。この世界の宇宙空間はカラフルでポップな様相となっている。ララの故郷である惑星サマーンや環を持つハート型の惑星の形状をした聖域スターパレスもこの世界にある。

#### スタープリンセス
星空界の中心にある聖域「スターパレス」で全宇宙の均衡を保つ役割を担っていたプリンセス。黄道十二星座それぞれのプリンセスがいる。
元々は14人目のプリンセスであるへびつかい座がいたが、後にダークネストとして離反し、ノットレイダーを結成している。
スタープリンセスたちはスターパレスから全宇宙を統治していたが、ある時ふと全宇宙の生き物が想像力を働かせて作る世界に興味を抱くようになる。そのような中、へびつかい座のみこの考えに異を唱え、イマジネーションの歪みが生み出す世界を危惧していたが、他のスタープリンセスたちは「いつか歪んだイマジネーションを元に戻す者（プリキュア）が現れる」と楽観視していた。その後、へびつかい座が単身事態を阻止するべく反旗を翻すものの、他のプリンセスたちがこれをはね除けたことでへびつかい座は心を闇に染めてしまい、結果的にダークネストが誕生する一因となる。以後へびつかい座のいなくなったプリンセスたちはあらゆる生命体にイマジネーションを授け、現在に至る。
ノットレイダーとの戦闘における代償として12星座全てがプリンセススターカラーペンとなり宇宙に散らばり、スターパレスも闇に覆われてしまう。後に、散らばったプリンセススターカラーペンはプリキュアの活躍により、全種類回収された。
なお、おうし座・しし座・てんびん座・やぎ座以外のスタープリンセスは他のキャラクターとの兼ね役である関係から、エンドクレジット上ではノンクレジットとなっている。
おうし座
声 - 川澄綾子
おうし座のスタープリンセス。
スタープリンセスの中ではリーダー格であり、プリキュア達と関わる機会が最も多い。
しし座
声 - 米澤円
しし座のスタープリンセス。
てんびん座
声 - MAKO
てんびん座のスタープリンセス。
やぎ座
声 - 林真里花
やぎ座のスタープリンセス。
さそり座
声 - 遠藤綾
さそり座のスタープリンセス。
いて座
声 - 伊藤美紀
いて座のスタープリンセス。
おとめ座
声 - 近藤唯
おとめ座のスタープリンセス。
ふたご座
声 - 依田菜津
ふたご座のスタープリンセス。このプリンセスのみ2人いる。
おひつじ座
声 - 小島幸子
おひつじ座のスタープリンセス。
みずがめ座
声 - 金香里
みずがめ座のスタープリンセス。
かに座
声 - 村川梨衣
かに座のスタープリンセス。
うお座
声 - 大地葉
うお座のスタープリンセス。

#### 宇宙星空連合
星空界など宇宙の惑星による星間連合体。惑星サマーンなどが加盟しており、連合に加盟している惑星は連合が定めた宇宙法を遵守する義務がある。また地球のように未加盟の惑星には調査員が派遣され、秘密裏にその監視下に置かれている。
トッパー
声 - 辻親八
宇宙星空連合の代表。語尾に「～でアル」と付けて話すことが多い。プルンスとはスタープリンセスに仕えていたころからの顔見知りである。
ロロの調査によってプリキュアの活動が各惑星で分かって以降、連合にプリキュア達を加えようと考えており、ひかるたちがプリキュアであると知ってからはそのまま地球へとやってくることになる。ひかるたちを連合に引き入れるために説得を試み、ひかると直接対話したときには守るべき物の責務や守ろうとした物を守れなかった無念さなど自身の立場における本音を明かしている。
スタープリンセス全員の復活やフワの変化、ガルオウガとの直接対決などを通じて、ひかるたちがプリキュアとしてのその覚悟を強くしたのを目の当たりにしてからは、連合に引き入れるのを諦めるとともに彼女たちを信頼し、彼女たちをサポートするため銀河系にある天の川ステーションに留まる。
P.P.アブラハム
声 - 青山穣
世界的に有名な映画監督。ひかるは彼の作品の大ファンである。
その正体は宇宙星空連合から派遣された調査員で、本来は緑色の体の小さい姿のミニチュラ星人だが、地球で暮らすにあたり人間型の擬装ボディを用いている。元々100年以上前に地球に来訪し、地球人に異星人の存在が知られぬよう監視していたのだが、地球人の生態や文化を記録する内にそれにのめり込むようになり、さらにハリウッドで映画文化が花開いたことで映画に見入られて映画監督として活躍するようになった。
代表作に『すったもんだウォーズ』『インディJAWS』などがある。しかし近年はヒット作がなく、そのことをひかるに指摘され憤慨する。
冬貴がロケットを目撃しさらにその場にひかるたちが居合わせた際、彼からの追求を逸らすために現れたのだが、本来は撮影していないはずがひかるたちが口裏を合わせるために「映画撮影をしている」と言ってしまう。また、ララたちが宇宙法違反である「交流のない惑星の人間との接触」を行っていることから彼女らを宇宙に送還しようとするが、先の映画撮影のこともあり、「自分が満足するできの演技を見せれば地球滞在を許可する」という条件をつける。そしてひかるたちが自分たちの感情が元になった真に迫る演技をしたことでララたちの滞在を認めた。その後、ララの観星中学校への入学手続きを行っている。

#### 惑星サマーン
ララの故郷の惑星で、地球からは遠く離れている。全てがAIによって効率化されており、住居は集合住宅に画一化、食事もAIの分析によって生成されたグミで全て済ませ、常時ホバーボードに乗って移動する。娯楽も居住区域に設けられたレクリエーションホールのホログラム映像で楽しむのみとなっている。
サマーン星人の容姿は、左右の頭飾りから細いコードが伸び先端に球状のセンサーがつけられている他、瞳に星のハイライトが存在し、色白の肌で耳が尖っている等の特徴がある。センサーは触角のように自由に動かせるほか微弱な電流が流れており、これを使って機械の操作などができる他、タッチで挨拶になる。地球人の言葉に翻訳すると語尾に「ルン」が付く口調であり、敬語や敬称は存在せず、相手の立場に関係なく呼び捨て、タメ口で接している。地球人換算で13歳になれば成人として扱われる。
AIによって教育や知識面のサポートが行われるため、学校という概念がない。就業に関してもマザーAIがその人物の適性を調べてそれに見合った物を割り当てており、その仕事に就いた物は仕事に見合う形でAIを使って行うことになる。
トト
声 - 関俊彦
ララとロロの父。AIの研究者。
カカ
声 - 平野文
ララとロロの母。ロケット工学の博士。
ロロ
声 - 斉藤壮馬
ララの双子の兄。サマーンでは最高位となるクラス1の調査員で、ララによればしっかり者で優秀とのこと。
ララにプリンセスの力を見つけたことを理由に直ちに惑星サマーンへ帰還するように呼びかけた。プリンセススターカラーペンを発見したことでトッパーより表彰を受ける。

クク
声 - 加藤亮夫
ララの上司の壮年男性。ロロが発見したプリンセススターカラーペンを研究所で調べていたところ、テンジョウ達の襲撃に遭う。プリキュアたちが撃退し、介抱され目を覚ましたところ、研究所は崩壊、ララがテンジョウから取り返したペンを持ち、さらにAIによって記録した映像も途中で切れていたことから、「ララがペンを奪うために襲撃した」と誤認してしまう。

#### ケンネル星
骨の形状をした惑星で、地表のあちこちに骨があり、雨も小さな骨が降ってくる。この星の住民は犬のような姿で大量の毛に覆われており、その毛並みの良さがステータスとなっている。あいさつは左右に吠えたあと逆立ちになって行う。
街の中心には先祖の像を奉る神殿があるが、その像の尻尾が折れた後に骨の雨とともにてんびん座のプリンセススターカラーペンが降ってきて像に刺さったことから、ペンを「聖なる骨」として崇めていた。
ドギー
声 - 菊池こころ
マギー
声 - 松本健太
ネギー
声 - 久野美咲
長老
声 - 石原凡

#### 惑星クマリン
尖った形状の惑星で、重力が地球の2倍、さらに灼熱の日差しや吹雪など天候が頻繁に変わる。このため、この星の住民は過酷な環境に耐えられるようクマムシのようになっており、植物も宝石と化している。こうした地形状況のため、宝石に関しては地球のような希少価値はない。
クム
声 - 伊藤健太郎

#### ゼニー星
宇宙星空連合に属さない惑星で、星全体がラスベガスのようなカジノ街となっており、金だけが物を言う無法地帯と化している。この星にいて座のプリンセススターカラーペンがあることがわかり、ひかるたちはマオの誘いでオークション会場に入るも、そこでペンが出品されていたことからオークションに挑むことになる。
ドラムス
声 - 木村昴
星空界一の大富豪・ドラゴン家の嫡男。その家名のとおりドラゴンのような角や手、尻尾が特徴。
潤沢な財力を武器にオークションの出品物を傍若無人に買い漁るが、プリンセススターカラーペンを巡ってまどかと競り合う。しかし彼女の圧に怯み負けを悟るが、その際かっこよく見せるため「レディーファーストがドラゴン家のモットー」と告げてドロップアウトする（まどかの項目も参照）。
オークション終了直後ブルーキャットが出品物を盗み出し、その騒動の最中に襲撃してきたアイワーンのダークペンによってドラゴン型のノットリガーに姿を変えられてしまうが、プリキュアたちによって浄化され、元の姿に戻った。
その後ペンの反応を求めて屋敷を訪れたひかるたちやブルーキャットに対し、「宝物庫にたどり着けたら勝ち、自分に勝ったらおとめ座のペンを譲るが、負けたらそちらが持ってるペンを全て貰う」という勝負を提案、直属の近衛師団である「ドラゴン兵団」や「宇宙ケルベロス」で先を阻もうとするも突破され、たどり着かれた時には「宝の価値がわからない君や貧乏人に渡すぐらいなら壊した方がマシ」という言い分で宝を破壊しようとするが、惑星レインボーの宝を破壊するときにプリキュアたちに阻まれ、さらにノットレイダーの乱入を受けカッパードによって闇のイマジネーションを吸われ昏倒するが、プリキュアたちによって救われる事になり、「ペンが元でこのようなことになるのはこりごり」とペンを譲った。その後4人をドラゴン兵団にスカウトする。その理由を4人に「オークション会場でブルーキャットに宝の返却を求めたとき彼女から『宝の代わりにプリキュアたちを兵団に入れていいわ』と契りを交わしたから」と説明する。しかし、学校があるとの理由で断られてしまう。
ドン・オクトー
声 - 塾一久
オークションに参加した宇宙マフィアのボス。タコのような姿の宇宙人。プリンセススターカラーペンを落札しようとするが、即座にドラムスが上回る金額を提示し敗退する。
後に惑星レインボーの宝の一つである、本来オリーフィオが持っていた指輪を手に入れており、自身の宇宙船でパーティーを開いてる最中ユニ（ブルーキャット）に盗られるが、潜入捜査していたアンと一緒に捕まえ指輪を奪い返す。脱出し逃げ出すユニたちの前に立ちはだかるが、乱入してきたテンジョウによって巨大ノットレイにされてしまい、プリキュアと戦闘することになる。浄化された後本来の姿のユニが事情を説明、指輪を付けたところ青く光ったことからその気持ちを察したことでユニに指輪を譲り渡している。
シタコ・エーテル
声 - 斉藤貴美子
オークションに参加した宇宙料理評論家。まどかがオークション参加の際に出したプルンスが作ったドーナツの価値を見定めるため試食、その味を評価し10億キランは超えていると見定めた。

#### 惑星レインボー
ユニ（マオ / ブルーキャット）の故郷で、かつて栄えていた虹色に光る惑星。宇宙星空連合には未加盟。人口1,800人のこの星の住民は猫のような顔をし、様々な姿に変える事ができる「変化」の能力を持つ獣人で、ユニによれば「私たちは全てオリーフィオの子。オリーフィオは父でもあり母でもあり私自身でもある。私たちは一つ」と、レインボー星人はオリーフィオによる単為生殖によって、あるいはオリーフィオのクローンとして産まれてきたことを伺わせていたが、後にシリーズ構成の村山から「レインボー星人はオリーフィオから発生した単一の生命体」とインタビューで明言されている。もともと他の惑星で暮らしていたが、その変化の能力が元で他種族から忌み嫌われるようになり、流浪の旅の果てに名も無いこの星に辿り着いたという。この時オリーフィオの「雨の後には美しい虹が輝く。きっと私達にも美しい虹が輝く」という言葉から「レインボー星」と名付けている。
この星の鉱山にはレインボー鉱石と呼ばれる特殊な鉱石があり、鉱石の力によって本来川も涸れ海の生き物もいない過酷な環境であるこの星で十分豊かな生活が営めるようになった。人々は鉱石を加工して虹色に輝く宝を作るようにもなり、創作に喜びを覚え、彫金技術も発達するようになった。
ある時突如としてこの星の住民が石化する原因不明の現象が発生し、滅びてしまったという。またこの星の宝も盗掘され闇で出回っていると言われていた。真相はプリンセススターカラーペンの反応を追って襲撃したアイワーンが交渉決裂の末、実験段階のダークペンを使ったところその力が暴発し、星全体を覆って石化させた事による。アイワーンはその後この星の宝を全て売り払い、ダークペンを始めとする発明品の研究開発資金としていた。
最終決戦の後、ユニとアイワーンにより惑星は復活し、住民たちも元通りになった。15年後の時点では更に開発が進んだ様子が描かれている。
オリーフィオ
声 - 宮田幸季
惑星レインボーの住民の長を務めていた人物。金色の長髪と巫女のような服装をしている。非常に穏やかで争いを好まない性格。年もとらないまま何百年も生き続けていることから「永遠のオリーフィオ」と呼ばれている。
襲撃して来たアイワーンの要求をやんわりと拒否したため、他の住民と同様に石化されてしまった。

#### アイスノー星
ひかる達がみずがめ座のプリンセススターカラーペンの反応を追ってやって来た惑星。惑星そのものが巨大な雪だるまのような形をしており、星全体も雪と氷に覆われている。
ユキオ
声 - 杉田智和
雪だるまのような姿をしたアイスノー星人の少年。帽子を被りマフラーを付けており、鼻は取り外し・付け替え可能で掛けているカバンには替えの鼻が入っており、その中にはみずがめ座のプリンセススターカラーペンもあった。ナルシストの傾向があり「アイスノー星のイケメン」を自称している。
イルマに想いを抱いており、彼女の笑顔を見たいとあれこれ奮闘しており、それを聞いたひかるたちは笑顔にできたらペンをもらえる約束で協力することになる。
イルマ
声 - 藤井ゆきよ
水色の体を持つアイスノー星人の少女。頭上にある巨大な雪の結晶を回転させ、空を飛ぶことができる。性格はいたってクールで笑顔を見せたことがなく、ユキオは彼女の笑顔を見たいと手段を講じるがなかなか笑わなかった。
洞窟内のつららを使ったまどかの演奏とユニの歌声を聞いているとき、ユキオが転倒し鼻がとれたのを見て思わず顔を隠して飛び出してしまうが、直後テンジョウによって巨大ノットレイにされてしまう。プリキュアたちによって元の姿に戻るとともに、鼻のとれたユキオを見てようやく笑みを見せるが、それにとどまらず笑い転げてしまう。実は相当な笑い上戸でちょっとしたことでも笑いが止まらなくなってしまうため、そのせいでユキオを傷つけてしまうと思いずっと笑わないように努めていた。そして前述の演奏の最中の行動も、危うく笑いそうになったためだった。しかし、ユキオに「イルマが笑ってくれると嬉しいから、笑ってもいい」と声をかけられ、自身も笑うことの楽しさを実感した。

#### プルルン星
巨大な雫のような形状をした、海に包まれた星。海には多様な海棲生物が棲んでおり、巨大な気泡の中に大地や海など生活空間が形成されている。
ヤンヤン
声 - 西明日香
プルルン星人の少女で、ヤドカリのような姿をしている。語尾に「〜ヤン」と付ける。
他人のロケットに黙って乗り込んでいたが放り出され、ふわふわな地形の小惑星ショウフワックセイにいたところ、ひかるたちのロケットがワープに失敗しショウフワックセイに不時着したのを見て、そのままロケットに入り込んだ。
カッパードが襲撃しに来た際、逃げるときに頭をぶつけ、その時の痛みを元にカッパードの武器の素体とされてしまうが、プリキュアたちによって救われ、その借りを返すため、プルルン星でロケットの修理を引き受ける。
フレア
声 - 廣田行生
プルルン星に住む、炎の星プラズマ星からやってきた名うての職人。炎に包まれた身体をしており、その火の力でロケットの修理を行える。昔気質であり、「〜じゃけえ」と広島弁のような口調で話す。
元々プラズマ星で職人として暮らしていたが、たまたまテレビで見たプルルン星のことを知って興味を示し、「水の星がどのようなところか行ってみたい、何故行けないとわかる？何故無理とわかる？」と家族の反対を押し切ってプルルン星に向かい、そのまま定住してプルルン星で職人として活躍するようになった経緯を持つ。
タツ
声 - 高橋伸也
イカリン
声 - 下崎紘史
タコリン
声 - 飯島肇

#### ウラナイン星
ひかるたちがトゥインクルイマジネーションの手掛かりを求めてやって来た、占いが盛んな星。
ハッケニャーン
声 - 上田燿司
ウラナイン星に住む猫の姿をした盲目の占い師。占いの際には相手の気持ちを読み取り、今の心境を変えうる運命の星を自分の手で探させる手法を取る。かつてユニがノットレイダーにバケニャーンとして潜入していた際、変装のモデルとなった人物でもある。アイワーンによってレインボー星と仲間を失って間もないユニと出会い、復讐に囚われる彼女に新たな運命の星を指し示している。

#### グーテン星
ノットレイダーの足取りを掴むため、協力を得るべくひかるたちがやって来た星。ワープホール出現時に発せられた磁場を解析できる施設を持つなど優れた技術力を誇る一方、住人のプライドは高く、自分より劣る相手をやや見下す傾向にある。住人は皆鼻が天狗のように長く伸びており、鼻が長ければ長いほど優れていると見なされている。テンジョウの故郷でもある。

#### その他の登場人物（星空界）
サボロー
サボテン型の宇宙人。メキシコの民族衣装風の服と植木鉢型の靴を身に纏っている。宇宙星空連合の視察員として地球に来るとアブラハムから伝えられ、ひかるたちが出迎えたものの、実際は別人であり、本物のサボローは仕事をさぼってバカンスに出てしまっていた。元々植物であり、言葉による意思疎通ができないため、本名は不明。このためひかるたちは別人であると分かって以降も便宜上「サボロー」と呼んでいる。
水に足を付け、吸い上げる形で水分を補給するといった植物らしい一面を見せる一方、花屋で植物が売られている光景を目撃した際には、文化の違いとはいえ、激しい憤りを露にしている。言葉が通じない中、必死に自身の気持ちを汲み取るため、何度もコミュニケーションを試みるえれなに対し、次第に心を開いていく。
メリー・アン
声 - 知念里奈
本作品の映画『星のうたに想いをこめて』に登場する新人星空刑事で、同作品からテレビシリーズへのゲスト出演となる。階級は警部補。手配されている人物の匂いを記憶し、自らの嗅覚で判別することができる。正義感が強いが、ドジでおっちょこちょいな性格で、へまをすることが多い。語尾には「〜であります」と付ける。
ドン・オクトーのアジトへの潜入捜査を行っている時に、惑星レインボーの宝である指輪を取り返すためブルーキャットとなったユニに出会い捕まえようとするが、彼女と共にオクトーに捕まってしまう。その後抜け出して逃げるも阻もうとするオクトーがテンジョウによって巨大ノットレイと化し、ひかるたちがプリキュアとなって応戦する際にユニがプリキュアであることを知る。このときプリキュアに協力するため手持ちの光線銃で巨大ノットレイを痺れさせている。指輪の件が落着し改めてユニを捕まえようとするが逃げられ、地球に戻るひかるたちのロケットを追いかけフワのワープ空間に突入するもスピードを出しすぎてロケットを追い抜いてしまい、結果的に月に不時着する。
サンター星人
声 - 林勇
トナカイのような姿をした宇宙人で、非常にノリが軽く、サプライズを仕掛けて人々の驚き喜ぶ顔が見ることが好きで、それを見たいがためにあちこちでプレゼントを配っている。宇宙船もソリの形でパートナーのロボット（声 - 下山吉光）もサンタクロース型であることから、彼らのことを地球ではいわゆる一般的な「赤い服を着てヒゲを生やしたおじいさん」というサンタクロース像となっている。
クリスマスの時期に地球にやってきた際、墜落して宇宙船がダメージを受け、さらにその衝撃でロボットも故障してしまう。ロボットはロケットで修理し、宇宙船は応急処置を施した上でひかるたちがプレゼントを配る手伝いをすることになった。

### プリキュアの家族
ララの家族は惑星サマーンを、ユニの家族は惑星レインボーを参照。

#### 星奈家
星奈 陽一（ほしな よういち）
声 - 大塚明夫
ひかるの父であり、春吉と陽子の子。海外でUMAや宇宙人の研究を続けている研究者。「UMA伝承と人間心理の相関」という本を執筆しており、それを読んだまどかに絶賛されている（まどかの項目も参照）。元々は大学で教鞭を執りながらUMAや宇宙人の研究をしていたが、ひかるの後押しもあり、研究に専念するため世界へと旅立った。仕事で旅をしているため、年に1回七夕の日だけ帰宅している。
不思議なことを見つけると目を輝かせてグイグイ突き詰める性格で、ひかるの性格や「キラやば〜っ☆」の口癖も陽一譲りである。また観察眼や洞察力に優れ、ララを「ヒューマノイド」、フワを「ケサランパサラン」、プルンスを「クラゲ型宇宙人」と一目見ただけで宇宙から来た生命体だと見抜いている。さらにノリも軽く、ひかるから「ララたちを黙認して！」とのお願いに二つ返事で了承している。
最終決戦の後、冬貴の依頼で観星町に赴き、そこに落ちていたノットレイのマスクについて調べるが、興味本位で被ったことによりノットレイ化してしまったものの、再度変身できるようになったプリキュア達によって浄化される（但しこれは、15年後のひかるが見た夢の中での出来事である）。15年後には家族と共にひかるを乗せた有人ロケットの発射を見届けている。
星奈 輝美（ほしな てるみ）
声 - 小島幸子
ひかるの母。職業は漫画家。得意な分野はSF・ファンタジー。長らく漫画家としての芽が伸び悩む生活を送っていたが、後に漫画雑誌『月刊あさがお』への新作発表が決定する。しかし、当初は『あさがお』が掲げる原則を頑なに漫画に取り入れようとする編集者、追川夢男と意見が合わず、最終的には半ば強引に押し切られる形で漫画の内容が決定したため、自分の書きたいものが書けないことへの不安を抱いていた。その後、漫画は無事に掲載されたものの、編集部との打ち合わせのため出版社を訪れていた際、自身の腕前を酷評する声を聞いてしまい、ショックを受けた心の隙をテンジョウに付け込まれ、ノットレイ化してしまう。そのような中、かつて輝美がひかるのために描いた漫画がひかるを勇気付けたことをスター（ひかる）から告げられると共に、自身がひかるに教えたように「誰に何と言われようが、好きなものは好き」ということを伝えられ、動揺したところを無事救出される。その後、連載に向けて再チャレンジを図ることを宣言し、雑誌の路線にとらわれることのない、得意分野であるファンタジー路線の漫画を追川に見せ、納得を得ている。
星奈 春吉（ほしな はるきち）
声 - 小形満、西川舞（幼少期）
ひかるの祖父であり、陽一の父。厳格な性格。「家族は一緒にいるもの」という考えを持ち、息子の陽一が家族を置いてUMA研究のため海外へ渡ることに強く反対していた。そのため、陽一が帰国した当初、気まずさから会話を拒否し続けていた。そこをテンジョウに漬け込まれノットレイにされるが、コスモにより助け出される。その後陽一が迎えに来たのを機に考えを改め、再び彼が出掛けるときはわずかな時間だが見送りに出る。
遼太郎とは幼なじみで、「遼ちゃん」と呼んでいる。
星奈 陽子（ほしな ようこ）
声 - 一龍斎春水
ひかるの祖母であり、陽一の母。温厚な性格。
イエティ
声 - 多田野曜平
星奈家で飼っている白い大型犬。
穏やかな性格で、フワなどの宇宙生物を警戒していないが、フワがユニコーンになった際はその奔放な行動に振り回されてストレスを募らせていた所をカッパードに利用されている。
15年後の時点での生死は描かれていないが、ひかるの通信機器のホログラムに登場している。

#### 天宮家
カルロス
声 - 利根健太朗
えれなの父。褐色肌かつ金髪のメキシコ人で、花屋「ソンリッサ」を営んでいる。明るく陽気で情熱的な性格の持ち主で、普段からギターを弾いたり踊ったりする。
天宮 かえで（あまみや かえで）
声 - 高垣彩陽
えれなの母。日本人で、通訳をしている。仕事でメキシコを訪れた際にカルロスと出会い、それがきっかけで結婚した。自分のやりたいことを投げ打ち、家事に全てを費やすえれなが普段から本当の笑顔を見せてくれないことを内心不満に感じており、後にこの感情をテンジョウによって利用され、ノットレイ化してしまう。元に戻ってからは、自身の進路に戸惑いを残すえれなに対し「えれなの思うように進路を決めれば良い」とアドバイスしている。
天宮 とうま（あまみや とうま）
声 - 近藤唯
えれなの弟で長男。9歳。ロリポップをくわえていることが多い。
以前から両親の気質や性格が変わっていることにコンプレックスを抱いており、「普通の家が良かった」と家を飛び出してしまう。ノットレイによって巨大なノットレイにされてしまうが、プリキュア達によって元に戻り、両親に謝罪する。
天宮 れいな（あまみや れいな）
声 - 西川舞
えれなの妹で次女。7歳。
天宮 たくと（あまみや たくと）
声 - 依田菜津
えれなの弟で、いくととは双子。5歳。
天宮 いくと（あまみや いくと）
声 - 依田菜津
えれなの弟で、たくととは双子。5歳。
天宮 あんな（あまみや あんな）
声 - 春野杏
えれなの妹で末っ子。3歳。

#### 香久矢家
香久矢 冬貴（かぐや ふゆき）
声 - 成田剣
まどかの父で内閣府宇宙開発特別捜査局局長という要職に就く政府高官で、観星町の宇宙人騒ぎに関する調査を行っている。
仕事に関する機密情報を含む全ての隠し事を、他人には勿論自分に対しても許さない、厳格な性格の持ち主で、まどかに「香久矢家に秘密は無い」「香久矢家は代々人の上に立つのが定め」と説いている。宇宙人を危険な存在と考え、宇宙人とその味方を敵視している。
ララのロケットを目撃して以来、ララと周囲の人間関係に目を付け、何度も調査を試みている。そのような中、ララと一緒にプルンスとフワが映り込んでいる映像を近隣住民から提供されたのを機に疑惑が一層強まることとなり、調査の一環として観星中で聞き込みを行ったことから、ララが学校で仲間外れにされるきっかけを作り出すこととなる。その後カッパードによって武器の素体にされるもプリキュアたちによって元に戻る。意識が戻った直後にララとの絆を取り戻したララのクラスメイトや娘のまどかから「ララは異星人ではなく友人だ」と言われたことでこれ以上反論出来なかった。
なお、彼が宇宙人騒ぎを調査していたのは、宇宙開発特別捜査局で成果を上げ中央に返り咲こうとしていたためであり、宇宙人を敵視していたのも政府から調査の依頼をされていたことによるもので、実際には心から敵とは考えてはいなかった。ララが異星人である証拠が掴めなかったことで調査の権限を失ったために異星人の調査も諦め、さらにまどかが初めて自身に逆らったことで戸惑うが、満佳に「これは成長なのよ」と論された。
15年後の時点では内閣総理大臣に就任している。
香久矢 満佳（かぐや みちか）
声 - 椎名へきる
まどかの母で世界的に著名なピアニスト。天然な性格だが、まどかが自分の意思で判断するようになったことを喜ぶ一面もある。

### 観星中学校
ひかるたちが通う中学校。
制服は男子が白のワイシャツ、冬服はさらにグレーのニットセーター、グレーのスラックスと黒い革靴、女子は水色の襟がついたセーラーブラウス（合服・夏服は白、冬服はグレー）に水色のスカート、白いソックスと紺色のローファーを着用している。タイは星飾りがついた青色だが、ひかるたちはそれぞれのイメージカラーのものをつけている。

#### 生徒
姫ノ城 桜子（ひめのじょう さくらこ）
声 - 大地葉
ひかるとララのクラスメイトの少女。一人称は「わたくし」。姫ノ城家21代目当主。生徒会役員とクラス委員長を務めている。金髪で髪先は縦ロールになっており「〜ですわ」とつけて話す。自称「観星中の金星」。
非常にプライドが高く高飛車な性格で、何かと「おーっほほほ」と高笑いする。一方で委員長という立場ゆえ面倒見がよく責任感もあり、ララが編入した時は「何かあったらたずねて」と告げている。
ひかるが授業を受けている様子を屋根から覗き見るララとプルンスを窓越しに目撃し、その後ララと対面した際に以前見たのではないかと彼女を問いただしているが、彼女がクラスメイトになった際は何ら疑いもせず普通に接している。
先輩のまどかを尊敬しているがそれは建前で一方的にライバル視しており、当初はまどかの後任である次期生徒会長の座を虎視眈々と狙っていた。
まどかの疲労困憊を見て前述の野望が出てしまい、それをアイワーンに見られノットリガーの素体にされたがプリキュアたちによって救い出される。その後、選挙活動中にカッパードの餌食にされたが再びプリキュアたちに救い出される。
まどかから次期会長の立候補の話が出されるが「今は時期尚早。他薦されるまで待つ」と高を括り立候補を焦らす。そのような中、まどかの推薦でひかるが候補者になったのを機に急遽自身も名乗りを挙げ、早速学校内の細かな問題を持ち前の観察力で探し回るようになる。この際、表面化しにくいものに関しては悩みを持つ生徒との間に直接対談の機会を設け、話を聞くといった配慮も見せている。その後、それを知ったひかるも感銘を受け、立候補を辞退したため念願だった生徒会長就任を成就させる（ひかるとまどかの項目も参照）。
そのような中、冬貴の情報提供によりララの正体に関する疑惑を明かされ、自らがノットレイダーに襲われた際に助け出された後の現場に必ずララがいることや、襲われた前後の記憶が無いことを引き合いに出し、不信の色を露わにする形でララを精神的に追い詰める。程なくして学校に襲来したカッパードにノットレイの素材として2年3組の生徒ごと利用されそうになるが、ララが皆を守るべくプリキュアに変身し、戦う姿を見たことによって正体を知ると共に自身の過ちに気付き、3組揃ってノットレイ化を防ぐ。その後、自身の行いをララに謝罪し、改めてララが宇宙人である以前に3組の仲間であることを再確認し、和解した。
軽部 タツノリ（かるべ タツノリ）
声 - 榎木淳弥
ひかるとララのクラスメイトの少年。一人称は「オレ」。ひかるたちから「カルノリ」というあだ名で呼ばれている。
非常にノリが軽いお調子者で「フットワークは軽く！人生はノリ！」というポリシーを持っている。しかしそれとは裏腹に時間をろくに確認しないルーズな性格で遅刻が多く、さらに忘れ物も多いため担任に呆れられている。加えて休日なのに登校するうっかり者でもある。
ララを彼女が発する語尾と合わさった「ララルン」と認識しており、彼女に「ララ、ルン！」と咎められる。しかし、その後も「ララルン」と呼んでいる。
スターたちとカッパードの対決に偶然居合わせ、その際カッパードに力を奪われたが4人に助けられ事なきを得る。
しかし、冬貴から情報提供を受け、ララに関する疑惑を明かされると態度が一変し、桜子や他の2年3組の生徒と同じく不信感を露わにする形でララを問い詰める。その後、カッパードの襲来により、プリキュアに変身して皆を守ろうとするララの姿に感銘を受け、最終的にララに謝罪すると共に、すべてを受け入れ和解した。

### その他の登場人物
空見 遼太郎（そらみ りょうたろう）
声 - 多田野曜平、藤原夏海（幼少期）
天文台の管理人。ひかるとは親しく、ひかるからは「遼じい」と呼ばれている。
天文台の倉庫にあったノートをひかるに与えているが、このノートが後にトゥインクルブックとなる。
アイワーンによってノットリガーの最初の素体にされたが、プリキュアたちによって救い出される。
ロケットの追跡調査していた冬貴から逃れるため天文台へ隠れに来たひかるたちと一緒にいたフワとプルンスを見て驚くが、彼女たちの焦った顔を見て匿うことを決め冬貴に虚偽する。その後、ララから経緯を説明されて状況を酌んで秘密を共有することに。
春吉とは幼なじみらしく「春ちゃん」と呼んでいる。
制作スタッフは当初、遼太郎を星空界の住人として設定することを検討していたが、子供達を混乱させてしまう可能性があると判断し、途中で設定を取り止めたと語っている。
AI
声 - 伊藤美紀
ララが乗ってきたロケットに搭載されているララ専用のパーソナルAI。様々な星の情報が蓄積されている。離れていてもララのグローブに内蔵された端末からリモートアクセスで使うこともできる。常に敬語口調で喋る。
一人称は「私」。操縦者のララを「ララさま」と呼んでおり、地球人の3人も同様に呼んでいる。
蓄積された統計情報からララがプリキュアになれる確率を「0.000000012％」と判定したが、既に覚醒していたひかるも同率に判定した。
機械なので物事を効率かつ迅速に行うことを重視しており、ロケット修理の際には各人の特性を分析し修理方法を示している。一方で融通がなくひかるたちがロケットに飾りやファンシーなデザインを考案していた際「不必要ですし、作業が遅れます」と苦言を呈するが、ララから「みんなが楽しくなるようなステキなロケットにしたい！」と反論される（ララの項目も参照）。それ以降4人を静観し「作業は増えたのに効率は上がっている、解析不能」と出すが、ひかるを見て「みんなを元気にするタイプ」と分析し納得する。そして無事ロケットの修理が完了した際は「作業量は大幅に増えましたが、予定通り完成しました」と評する。
ひかる達と行動していく内に段々と彼女達の考え方に感化されていったようで、サマーン星に帰還した際は自らの意志でララ達を助けるようになる。アイワーンからハッキングを受けて洗脳されかけた際はマザーAIにこれまでの旅のデータを共有して振り切った。その後再起動した際は従来の人格を保持することに成功した。
マザーAI
声 - 伊藤美紀
惑星サマーンにある、惑星全体を統括するAI。このAIによって惑星やサマーン星人のあらゆる管理が行われる。また各自のパーソナルAIとは逐次共有化処理が行われる（これまでのデータは「知識」として残るが、人格などはリセットされるため、ララのパーソナルAI曰く「私であって私ではなくなる」）。
那須 ゆみか（なす ゆみか）
声 - 小市眞琴
全国弓道王大会の決勝でまどかが対戦することになった弓道選手。まだ中学1年生ながら正確に的に当てるなど、その腕前はまどかとの決勝戦でも同点で延長戦にもつれ込ませるなど互角のレベルにある。
まどかの応援に来たひかるたちを見て「応援など集中の邪魔」と言い、さらに決勝戦本戦後（延長戦前）にまどかに対しても「友だちごっこしてるから弱くなった」と言い放ったように、一人孤独に練習を積み重ねその腕前を上げてきたが、そうした孤独からくる感情をアイワーンにつけ込まれノットリガーの素体にされてしまう。
プリキュアたちに救われた後、延長戦でまどかと雌雄を決することになるが、まどかが仲間たちの交流や励ましがあって心が強くなったのに対し、ゆみかは心の乱れが生じて最後の一矢を外して敗退する。準優勝になったものの、まどかから来年の再戦を期待され、ゆみかもそれを誓い固い握手を交わした。
追川 夢男（おいかわ ゆめお）
声 - 下崎紘史
漫画雑誌、『月刊あさがお』の編集者。
新作発表が決まった輝美を担当することとなるものの、『あさがお』が掲げる3つの原則（医療・恋愛・イケメン）を頑なに漫画に取り入れようとするあまり、SFやファンタジーを得意とする輝美の意見を尊重することができないまま内容を決定しており、輝美がノットレイ化する一因を作り出している。再チャレンジを決めた輝美の原稿を見た際には多少態度を軟化させており、輝美の自由な発想を認めている。

### 他作品からの登場人物
花寺 のどか（はなでら のどか） / キュアグレース
声 - 悠木碧
ラテ
声 - 白石晴香
いずれもシリーズ次作『ヒーリングっど♥プリキュア』に登場するキャラクターで、第49話に登場。15年後のひかるが見た夢の中で、ノットレイのマスクを探すひかるとフワに出会ったほか、巨大ノットレイ戦ではキュアグレースが協力しており、戦闘後エレメントボトルが現れフワがラテにプレゼントした。エンディング後のバトンタッチメッセージにも登場。

## プリキュアの設定
本作品におけるプリキュアは「星空界に伝わる伝説の戦士」と位置づけられている。モチーフは「天体」の他、初期メンバーには「四季」の隠し要素があり、プリキュアの衣装および彼女たちが持つプリンセススターカラーペンは、スターが春、ミルキーが夏、ソレイユが秋、セレーネが冬にそれぞれ対応している。
前述の通り、本作品では「変身ダンス」が変身シークエンスに組み込まれており、変身スターカラーペンをスターカラーペンダントの中に差し込み「スターカラーペンダント！カラーチャージ！」と唱え、歌い踊りながらペンでコスチュームを描きそれを装着して変身する。変身開始時は光の衣姿となるが、メンバーごとに形状は異なり、変身前の私服に準拠したものになる。
ちなみに歌と名乗りは無意識に行っているようで、第1話で初変身したスターが「何言っちゃてるの!?」と驚いている。
変身により運動能力や格闘能力が大幅に向上する他、宇宙空間での活動も可能となる。
第5話で初期メンバーが揃い、第6話から全員で「スター☆トゥインクルプリキュア！」と名乗るようになる。その際の立ち位置は向かって左からセレーネ・ミルキー・スター・ソレイユの順。コスモは第20話より登場し、第22話から名乗りに参加しスターとソレイユの間に立つ。
一方でプリキュアの正体の秘匿に関しては、プリキュアという立場以上に異星人であるララ、ユニ、フワ、プルンスの正体の秘匿に重きが成されている。これは惑星サマーンなどが属する「宇宙星空連合」によって定められた「宇宙法」の中で、「地球など宇宙星空連合に属さず、他の星との交流がない星では、異星人の存在は秘密にしなければならない」「宇宙法を破った場合、宇宙の旅を100年間禁止にする」と定められているためである。また、まどかの父・冬貴も前述の通り宇宙開発特別捜査局局長という要職にあり、宇宙人やその仲間である者を敵視しているため、政府機関から守るためにも秘密にせざるを得ない事情もある。こうした事情から一般の地球人でララたちの正体を知っているのは、冬貴に追われたときにひかるたちをかくまい事情を知らされた遼太郎、ララたちの正体を直ちに見抜くがひかるからの願いでそのことを理解し秘密にしている陽一、ララの素性だけでなく変身を目の当たりにしてひかるたちがプリキュアである事を知ることになった桜子やタツノリなど観星中2年3組の生徒たちのみであり、いずれも事情を理解した上でその正体を秘匿している。このため、地球ではプリキュアの存在はほとんど認知されていない。商店街主催のハロウィンイベントにおける仮装コンテスト開催中にカッパードたちが襲撃し、やむなく変身したときは、変身後の姿にそれぞれ色違いの揃いの星形サングラスを着用して「商店街を守るご当地ヒーロー・ミホッシースターズ」と名乗ってやり過ごしている。
このことは逆に言えば、ひかるたちがサマーン星人や宇宙星空連合の関係者に地球人という素性を明かすことができないということでもあり（サマーンに着いたときには、ララのAIの判断で宇宙法第4条「漂流中の者は保護し再び宇宙に送り出す責務がある」を有利に解釈して、ひかるたちを「ララが保護した異星人」とすることでやり過ごしている）、さらに連合側もプリキュアの存在を認知した上で自陣営に加えようと考えており、その際素性がばれるだけでなくひかるたちの今後にも多大な影響がでる、ということにもなる。最終的にはララの家族を始めとするサマーン星人や連合代表のトッパーにもプリキュアであることを含めた素性が知られる事になり、またトッパーがひかるたちの意思を酌み取り連合に加えず支援を表明したことから、結果的にこれらに関しては不問となっている。
上記のように本作品における「プリキュア」という語の本来の意味は「歪んだイマジネーションを歪む前（pre）の状態へと浄化する（cure）力」のことを指す。また、本作品では過去のプリキュアの存在については触れられていない。

### キュアスター
星奈ひかるが変身する星のプリキュア。スターカラーペンではスターマークを描く。変身時の名乗りは「宇宙に輝くキラキラ星！キュアスター！」。イメージカラーはピンク。
第1話で宇宙空間に放り出されたフワを見て「フワを助ける！」と決意しプリキュアに覚醒した。
大きく長いツインテールで先端は土星のように輪の付いたシニヨンとなっている。瞳には薄緑のハイライトが加わる。コスチュームはビスチェ型で、肩や二の腕に羽状の飾りがある。腰周りには花弁状の飾りがあり、腰後ろに黄色いリボンを着けている。右脚のみ、太もも部分に星マークが付いたピンク色のオーバーニーハイソックスを着用している。
黄色い星形のエネルギー体を作り出し、これを用いて攻撃するだけでなく、シールドや足場としても用いることが出来る。
個人技
プリキュア・スター・パンチ
胸の星形ブローチが輝いた後、 「プリキュア！スター・パンチ!」の掛け声と共に黄色の星形エネルギーを作り出し相手に向かってパンチして撃ち出す技。
プリキュア・おうし座スター・パンチ
スター・パンチの強化版。スターカラーペンダントにおうし座スターカラーペンを差し込み、ペンで星を描いた後、胸の星形ブローチに集めて「プリキュア！おうし座スター・パンチ！」と叫びながらピンクの星を作り出し相手に向かってパンチして撃ち出す技。映画版ではおうし座ドレスの状態で放ちピンクの星からピンク色の牛が現れ、バーンに大ダメージを与えた。
プリキュア・おひつじ座スター・パンチ
スター・パンチの強化版。スターカラーペンダントにおひつじ座スターカラーペンを差し込み、ペンで星を描いた後、胸の星形ブローチに集めて「プリキュア！おひつじ座スター・パンチ！」と叫びながら赤色の星を作り出し相手に向かってパンチして撃ち出す技。
プリキュア・うお座スター・パンチ
スター・パンチの強化版。スターカラーペンダントにうお座スターカラーペンを差し込み、ペンで星を描いた後、胸の星形ブローチに集めて「プリキュア！うお座スター・パンチ！」と叫びながら薄ピンク色の星を作り出し相手に向かってパンチして撃ち出す技。

### キュアミルキー
羽衣ララが変身する天の川のプリキュア。スターカラーペンではハートマークを描く。変身時の名乗りは「天にあまねくミルキーウェイ！キュアミルキー！」。イメージカラーは青緑。
プリキュアシリーズ初の宇宙人プリキュア。
第2話でフワをカッパードから守るスターを見て「わたしもフワを守る！」と決意しプリキュアに覚醒した。
髪はセミロングとなり、変身前にあったメッシュは消失する。流れ星の飾りの付いたカチューシャをつけ、頭から伸びるセンサーは大きい星形へと変化している。瞳にはピンクのハイライトが加わる。コスチュームは袖が透明なパフスリーブで、バルーンスカート風のかぼちゃパンツの上に青緑のシースルーのスカートを着け、腰後ろに青緑のリボンがある。キュアスターとは左右対称となるように左脚にサイハイソックスを着用しており、濃い青から青緑へとグラデーションがかかっている。
センサーから発する電流を戦闘向けに高出力で発することができ、これを用いて戦う。肉弾戦を行うことは比較的少ない。また、ハート形のシールドを作り出すことも可能。
個人技
プリキュア・ミルキー・ショック
胸の星形ブローチが輝いた後、「プリキュア！ミルキー・ショック！」の掛け声と共に、緑色の電気エネルギーを両サイドの星形センサーに溜め、そのセンサーから強力な電撃を放つ技。
プリキュア・しし座ミルキー・ショック
ミルキー・ショックの強化版。スターカラーペンダントにしし座スターカラーペンを差し込み、ペンで星を描いた後、胸の星形ブローチに集めて「プリキュア！しし座ミルキー・ショック！」と叫びながら水色の電気エネルギーを両サイドの星形センサーに溜め、そのセンサーから強力な獅子型の電撃を放つ技。映画版ではしし座ドレスの状態で放ち、巨大な水色のライオン型の電撃でハイドロを倒した。
プリキュア・ふたご座ミルキー・ショック
ミルキー・ショックの強化版。スターカラーペンダントにふたご座スターカラーペンを差し込み、ペンで星を描いた後、胸の星形ブローチに集めて「プリキュア！ふたご座ミルキー・ショック！」と叫びながら青緑色の電気エネルギーを両サイドの星形センサーに溜め、そのセンサーから強力な2つの女神型の電撃を放つ技。
プリキュア・かに座ミルキー・ショック
ミルキー・ショックの強化版。スターカラーペンダントにかに座スターカラーペンを差し込み、ペンで星を描いた後、胸の星形ブローチに集めて「プリキュア！かに座ミルキー・ショック！」と叫びながら薄緑色の電気エネルギーを両サイドの星形センサーに溜め、そのセンサーから強力な2つの蟹の爪型の電撃を放つ技。向かってくる敵や技に向けて放つことで軌道を変えることも可能。

### キュアソレイユ
天宮えれなが変身する太陽のプリキュア。スターカラーペンでは円（太陽）を描く。変身時の名乗りは「宇宙を照らす！灼熱のきらめき！キュアソレイユ！」。イメージカラーは黄色。
第4話でテンジョウに怯えて泣いているフワを見て「この子を泣かせて許さない！」との怒りでプリキュアに覚醒した。
髪は変身前より長くなりボリュームも増え、星の飾りが付いた紫色のカチューシャを着用。瞳には水色のハイライトが加わる。コスチュームはオレンジ色を基調とし、キャミソール型のアシンメトリーのワンピースの腰周りに星の飾りと紫のシースルーのフリルがついている。
えれな持ち前の運動能力と炎の力を駆使して戦う。格闘戦では蹴り技を主体とする。炎は自分の身体に纏わせたり、飛び道具としても使用できる。また、丸形のシールドを作ることも可能。水属性の攻撃を行うカッパードとはやや相性が悪い。
個人技
プリキュア・ソレイユ・シュート
胸の星形ブローチが輝いた後、「プリキュア！ソレイユ・シュート！」の掛け声と共に、炎の球を作り出して対象に向かって回転しながら蹴って撃ち出す技。
プリキュア・てんびん座ソレイユ・シュート
ソレイユ・シュートの強化版。スターカラーペンダントにてんびん座スターカラーペンを差し込み、ペンで星を描いた後、胸の星形ブローチに集めて「プリキュア！てんびん座ソレイユ・シュート！」と叫びながらてんびん座のマークのついた巨大な黄色い炎の球を作り出して対象に向かって回転しながら蹴って撃ち出す技。映画版ではてんびん座ドレスの状態で放ち上空に天秤を出現させそれを三日月型にしてキックで放ち光のフィールドを作り出しダイブとジャイロⅢの動きを止めた。
プリキュア・さそり座ソレイユ・シュート
ソレイユ・シュートの強化版。スターカラーペンダントにさそり座スターカラーペンを差し込み、ペンで星を描いた後、胸の星形ブローチに集めて「プリキュア！さそり座ソレイユ・シュート！」と叫びながらさそりのマークのついた巨大なオレンジの炎の球を作り出して対象に向かって回転しながら蹴って撃ち出す技。
プリキュア・おとめ座ソレイユ・シュート
ソレイユ・シュートの強化版。スターカラーペンダントにおとめ座スターカラーペンを差し込み、ペンで星を描いた後、胸の星形ブローチに集めて「プリキュア！おとめ座ソレイユ・シュート！」と叫びながらおとめ座のマークのついた巨大な薄黄色の炎の球を作り出して対象に向かって回転しながら蹴って撃ち出す技。

### キュアセレーネ
香久矢まどかが変身する月のプリキュア。スターカラーペンでは三日月を描く。変身時の名乗りは「夜空に輝く！神秘の月あかり！キュアセレーネ！」。イメージカラーは紫。
第5話でスターから覚醒を促されるも家訓がよぎり躊躇う。しかし、怯えるフワを見て「家訓を破ってでもフワを守る！」と決意しプリキュアに覚醒した。
髪は変身前と大きく変わらないがツーサイドアップや揉み上げが長くなり、揉み上げに黄色い髪留め、左右に菫色のリボンが付いた白いカチューシャを着けている。瞳には薄黄色のハイライトが加わる。コスチュームは菫色を主体としたパフスリーブのワンピースでスカートの先端に星の飾り、その下にシースルーの水色のスカートフリルと菫色のパニエを着用。腰に水色のリボンがある。
俊敏な身体能力とまどかの特技である弓道を活かして戦う。
個人技
プリキュア・セレーネ・アロー
胸の星形ブローチが輝いた後、「プリキュア！セレーネ・アロー！」の掛け声と共に、水色の三日月を作り出しそれを弓に変え、変身ペンで対象に向かって矢を放つ技。発動にタイムラグがあるのが弱点だが、相手の攻撃を相殺する程度の威力であれば連続して放つことが可能。また、上空に向かって放ち無数の矢に変えてシャワーのようにして攻撃することも可能。
プリキュア・やぎ座セレーネ・アロー
セレーネ・アローの強化版。スターカラーペンダントにやぎ座スターカラーペンを差し込み、ペンで星を描いた後、胸の星形ブローチに集めて「プリキュア！やぎ座セレーネ・アロー！」の掛け声と共に、赤紫色の三日月を作り出しそれを山羊の頭のついた弓に変え、変身ペンで対象に向かってやぎ座マークを纏った矢を放つ技。映画版ではやぎ座ドレスの状態で放ち、紫と黄色の弓を召喚し、そこから変身ペンで、赤紫色の矢を放ち敵にぶつけると矢がヤギのような模様になり、ダイブとジャイロⅢを倒した。
プリキュア・いて座セレーネ・アロー
セレーネ・アローの強化版。スターカラーペンダントにいて座スターカラーペンを差し込み、ペンで星を描いた後、胸の星形ブローチに集めて「プリキュア！いて座セレーネ・アロー！」の掛け声と共に、紫色の三日月を作り出しそれを弓に変え、変身ペンで対象に向かっていて座マークを纏ったトライデントの形をした矢を放つ技。
プリキュア・みずがめ座セレーネ・アロー
セレーネ・アローの強化版。スターカラーペンダントにみずがめ座スターカラーペンを差し込み、ペンで星を描いた後、胸の星形ブローチに集めて「プリキュア！みずがめ座セレーネ・アロー！」の掛け声と共に、濃い青色の三日月を作り出し、それを水の弓に変え、変身ペンで対象に向かってみずがめ座マークを纏った水の矢を放つ技。

### キュアコスモ
ユニが変身する宇宙のプリキュア。スターカラーペンでは三角形を描く。変身時の名乗りは「銀河に光る！虹色のスペクトル！キュアコスモ！」。イメージカラーは虹色と青。変身開始時にはバケニャーン、マオ、ブルーキャット、本来のレインボー星人としての姿の順に、自身の変身態のシルエットが登場する。
ミルキーに次ぐ2人目の宇宙人プリキュアかつシリーズ初の獣人プリキュアにして、プリキュアオールスターズでは60人目のプリキュアでもある。
第20話で何の縁もないスターたちがノットレイから惑星レインボーを守るために対峙する姿を見て「わたしもみんなを助ける！」と決意しプリキュアに覚醒した。
プリキュア覚醒当初は生来の性格から単独で戦おうとする傾向が強かったが、他のメンバーとの交流を経て徐々にチームワークの大切さを考えるようになり共闘するようになる。
髪はピンクのリボンが編み込まれた水色の三つ編みツインテールで黄色の三角の髪留めで先端を留めている。また、頭部の猫耳の前にシルクハット型の髪飾りがついている。瞳の三角のハイライトはそれぞれ向かって右側が白から水色に変わる。コスチュームは濃い青色と白色のボタン付き肩出しトップスでフリル付き虹色のスカートを履き、薄ピンク色の短いマントを羽織り、星のマークがついた濃い青色のロンググローブと三角の飾りが付いた同色のロングブーツを付けている。
猫のような俊敏な動きと軽やかさで相手を翻弄し、巨大な敵をも投げ飛ばす力強さで戦う。他の4人と違いプリンセススターカラーペンを全て使用することが出来る反面、自分用のペンを持っていないため他のプリキュアが不在の際には浄化技を放つことはできない。
個人技
プリキュア・コスモ・シャイニング
レインボーパフュームを使って放つキュアコスモの個人技。レインボーパフュームを召喚し、「レインボーパフューム！行くニャン♡」と唱えてパフュームを青く輝かせ足元に青い三角のフィールドを作り、トリガーを引いて「プリキュア！コスモシャイニング！」と叫んで青い光の香水を放ち敵にあびせ相手を怯ませる技。
浄化技
プリキュア・レインボー・スプラッシュ
レインボーパフュームを使って放つキュアコスモの浄化技。レインボーパフュームを召喚し、「レインボーパフューム！行くニャン♡」と唱えてプリンセススターカラーペンをセットした後、「プリンセススターカラーペン！(星座名)！」と叫び「クルクルチャージ！」と言いながらパフュームの上部分を回しパワーを溜める。その後、トリガーを引きウインクしながら、「プリキュア！レインボースプラッシュ！」と叫んで虹色の光の香水を放ち敵に当てたあと、星座のマークと共に対象を浄化する技。ペンによってビームを纏っている光の色と当たった後のマークが変わる。映画版ではおとめ座ドレスの状態で放ち、チョップを倒す。放つ時に光線が乙女の様な姿となる。

### トゥインクルスタイル
プリキュア5人がフワとシャイニートゥインクルペンの力でパワーアップした姿で、主にプリキュア・トゥインクルイマジネーション発動時に変身する。ユニコーンフワの持つ黄色い球にシャイニートゥインクルペンをはめることで変身する。
コスチュームは5人バラバラとなるが、頭にそれぞれのイメージカラー（ピンク・緑・黄色・紫・青）の星がついたティアラをつけている点が共通する。
第48話では変身能力を失っていたひかる達が、変身スターカラーペンを用いてこの形態へと直接変身した。
キュアスター
全体的に白い部分が多くなり、髪の先端の星が大きくなり髪がさらに長くなる。髪には星が付き、前部分の空いたピンクと黄色のロングスカートに変わる。3つの星の付いたフリルが追加される。ブローチに羽型のリボンが付く。通常フォームと同じように星型のバリアを貼ることが可能。
個人技
プリキュア・スター・パンチ
トゥインクルスタイルの状態で放つ技。通常よりも巨大で強力となり、色もピンクに変わる。
キュアミルキー
髪がセミロングにボリュームアップし、星の飾りがつく。上半身の緑と黄色のマーブルにピンクが追加され、後ろのみ丈が長いロングスカートへと変わる。ブローチにリボンが追加される。通常フォームと同じようにハート型のバリアを貼ったり通常より超強力な電撃を放つことが可能。
個人技
プリキュア・ミルキー・ショック
トゥインクルスタイルの状態で放つ技。2本のセンサーからそれぞれに青緑のハートを出しそこから放つ。通常より威力が上がる。技名の呼称はしていない。
キュアソレイユ
髪がボリュームアップし黄色の星が付く。胸元に紫のフリルが付き、ペンダントの周りにオレンジの花リボンが追加される。スカートの丈が長くなる。
個人技
プリキュア・ソレイユ・シュート
トゥインクルスタイルの状態で放つ技。炎が超巨大となり威力も上がる。技名の呼称はしていない。
キュアセレーネ
髪が伸び、星が付き、スカートに薄いフリルが追加され、足元までのロングドレスへと変わる。腰にピンクと黄色の模様が加わりブローチに翼型のリボンが追加され、そこから両肩に水色の羽衣のような袖が追加される。通常フォームと同じように弓矢を使用できるが超巨大となり威力もかなり上がる。
個人技
プリキュア・セレーネ・アロー
トゥインクルスタイルの状態で放つ技。通常よりも矢が巨大となり、威力も格段に上がる。技名の呼称はしていない。
キュアコスモ
髪にカールが付きお嬢様ヘアへと変わり、星が付く。ジャケットの襟がピンクに変わり、ジャケットにオレンジと黄色の半円の模様が加わる。スカートのフリルが多くなり、後ろのみロングスカートへと変わる。
個人技
プリキュア・レインボー・スプラッシュ
トゥインクルスタイルの状態で放つ技。プリンセススターカラーペンなしで通常よりも強力な状態で放つことができる。技名の呼称はしていない。

### 合体技
プリキュア・サザンクロス・ショット
トゥインクルステッキを使って放つ初期メンバー4人での合体技。4人で「宇宙（）に輝け！イマジネーションの力！トゥインクルステッキ！」と唱えトゥインクルステッキを召喚し、スターが「スター☆トゥインクル！」ミルキーが「ミルキー☆トゥインクル！」ソレイユが「ソレイユ☆トゥインクル！」セレーネが「セレーネ☆トゥインクル！」と叫びながら南十字座のようにスターが上、ミルキーが下、ソレイユが左、セレーネが右に並び「プリキュア・サザンクロス・ショット！」と叫んで南十字座型の光弾を放つ技。
プリキュア・スタートゥインクル・イマジネーション
シャイニートゥインクルペンを使ってユニコーンフワと放つプリキュア5人での合体技。フワが「皆の思い！重ねるフワ〜！」の掛け声でピンクの星の付いた黄色い球を作り出し、スターが「シャイニートゥインクルペン！」と叫びながら球の中にペンを刺し、フワの声を重ねるフワの掛け声と共にフワが「キラキラ〜」プリキュアが「トゥインクル！」と2回唱える。その後、フワから5色の星が現れティアラとなりプリキュアの頭に装着された後、「イマジネーションの輝き！なりたい自分に！」の掛け声でトゥインクルスタイルへとパワーアップし、フワが「星の力輝くフワ〜！」と叫んだ後、プリキュアが想いを重ね合わせ虹色の星を作り出し、「プリキュア ・スタートゥインクル・イマジネーション！」の掛け声と共に虹色の星を放つ技。命中すると12星座のマークが現れそれが中央へ吸い込まれると同時に対象を浄化する。作中では一度も破られていない。

### 関連アイテム
スターカラーペンダント
プリキュアに変身する際に使用するインクボトルを元にしたペンダント型のアイテム。覚醒者の「助けたい！」という気持ちにフワが呼応し、後述する「トゥインクルブック」から出現する。変身完了後はブローチに変化しみぞおち付近に装着される。
コンパスのように水平に持って動かすことでプリンセススターカラーペンのある方向を音で指し示すレーダー機能や、ペンダントを身につけるだけで異星人の言葉が理解できる翻訳機能、宇宙服を着ることなく惑星ごとの大気や環境に適応させる機能も備わっている。
ひかるとララは変身前もペンダントとして首に掛けている。
最終的にフワの復活に使用されたことにより喪失する。
変身スターカラーペン
プリキュアに変身する際に使用するペン型のアイテム。前述のスターカラーペンダントと同時に出現する。変身完了後の収納位置は初期メンバーとコスモで差異があり、前者は左腰にあるスターカラーペンホルダーに、後者はスカート内部のポケットに収納される。
色はピンク（ひかる用）、緑（ララ用）、黄色（えれな用）、紫（まどか用）、青（ユニ用）の5色。
プリンセススターカラーペン
12星座のスタープリンセスの力を宿したペン型のアイテム。これをスターカラーペンダントに挿してから用いることでその力を使うことができる。また、コスモはこのペンを借りてレインボーパフュームに挿して使うことでレインボースプラッシュを放つことができる。
変身時はスターカラーペンホルダーに収納されており、各自3本ずつ持っている（例：スターはうお座・おひつじ座・おうし座）。
| プリンセススターカラーペンの一覧 | プリンセススターカラーペンの一覧 | プリンセススターカラーペンの一覧                     |
| 名称                             | 色                               | 能力                                                 |
| -------------------------------- | -------------------------------- | ---------------------------------------------------- |
| おうし座スターカラーペン         | ピンク                           | スターがおうし座スター・パンチを使用できる。         |
| しし座スターカラーペン           | 水色                             | ミルキーがしし座ミルキー・ショックを使用できる。     |
| てんびん座スターカラーペン       | 黄色                             | ソレイユがてんびん座ソレイユ・シュートを使用できる。 |
| やぎ座スターカラーペン           | 赤紫色                           | セレーネがやぎ座セレーネ・アローを使用できる。       |
| さそり座スターカラーペン         | オレンジ色                       | ソレイユがさそり座ソレイユ・シュートを使用できる。   |
| いて座スターカラーペン           | 薄紫色                           | セレーネがいて座セレーネ・アローを使用できる。       |
| おとめ座スターカラーペン         | 白色                             | ソレイユがおとめ座ソレイユ・シュートを使用できる。   |
| ふたご座スターカラーペン         | 青緑色                           | ミルキーがふたご座ミルキー・ショックを使用できる。   |
| おひつじ座スターカラーペン       | 赤色                             | スターがおひつじ座スター・パンチを使用できる。       |
| みずがめ座スターカラーペン       | 青色                             | セレーネがみずがめ座セレーネ・アローを使用できる。   |
| かに座スターカラーペン           | 薄緑色                           | ミルキーがかに座ミルキー・ショックを使用できる。     |
| うお座スターカラーペン           | 薄ピンク色                       | スターがうお座スター・パンチを使用できる。           |

シャイニートゥインクルペン
12本のプリンセススターカラーペンが揃った時に生まれたペン型のアイテム。トゥインクルブックに挿すことでフワを進化させることができる。また、ユニコーンとなったフワの作り出す球に挿入する事で、プリキュア をパワーアップフォームに変え、必殺技を放つことが出来る。トゥインクルブックに刺さずにスターパレスにワープすることができる。
トゥインクルブック
フワの世話をするために使用する本型のアイテム。また、プリンセススターカラーペンを刺すことでスタープリンセスの力を解放することができる。
元々はひかるが遼太郎からもらった、星座や思い描いたイメージを書き留めるノートだったが、フワの力によって変化した。
表紙を開いた1ページ目にある画面からフワが出入りするだけでなく、スターカラーペンで描くことで食べ物などフワの世話をするためのアイテムを出すことができる。また、他のページは普通のノートのように使うことができ、スターカラーペンを使って色を変えたり塗ることもできる。
この本にひかるが書いたフワの絵がフワを復活させる根拠となり、その代償に機能を喪失し元のひかるのノートに戻った。
トゥインクルステッキ
初期メンバーが用いるステッキ状の攻撃アイテム。
ノットレイの三幹部が変化したノットリガーによってピンチになった際、4人それぞれの決意が合わさって生まれた。
先端は流れ星のようになっており透明な星のパーツに4人のイメージカラー（ピンク・緑・黄色・紫）のパーツが付いている。また、柄の部分にピンクの星と緑の雫が付いている。裏の部分にトリガーが付いておりそれを引くことで星の中が回るようになっている。
レインボーパフューム
コスモが用いるパフューム型の攻撃アイテム。
コスモのアイワーンを乗っ取るダークネストを許さないという気持ちから元々持っていた香水（後述）が変化して誕生した。
本体は青色でピンク色の持ち手がついている。本体の上部分にはハンドルが付き、ピンクのリボンと黄色の星がついており、その横にペンを入れられる穴がついている。
持ち手にはトリガーが付いており、これを引くことで浄化技を放ったり個人技を出すことが出来る。
なお、本来の機能である変化能力の補助も健在である。

## 作中用語
観星町
ひかるたちが住む本作品の舞台となる町。
天文台
遼太郎が管理する天文台で、遼太郎が日々宇宙の研究を行っているほか、ひかるも足繁く通っては遼太郎の蔵書を読んでいる。館内には大型の天体望遠鏡を備えた遼太郎の研究室「星の部屋」やプラネタリウムもある。
スタードーナツ
観星町名物の人気スイーツで、ドーナツの穴が星型になっているのが特徴。
商店街にある店がひかるの行きつけの店となっており、ここの店長（声 - 合田絵利）は様々な噂話を集めてはひかるに教えてくれている。
プルンスタードーナツ
スタードーナツを食べてとりこになったプルンスがロケットの製造機で作ったドーナツ。容姿はスタードーナツと瓜二つ。
観星町星祭り
天文台周辺で催された夏祭り。5人も参加してさらなる親睦を深める。
終盤で打ち上げ花火が行われ、それを見たユニは惑星レインボーでのそれを思い出し望郷する。
ロケット
ララたちが乗ってきた青いロケット。ノットレイダーの攻撃で制御不能となり観星町へ不時着、AIから「損傷率92％」と言われララが「これじゃ飛べない…」と嘆く。
当初はララだけで修理していたが、彼女の呼び掛けでひかる、えれな、まどかも携わることになり（詳細はララの項目を参照）、ひかるの考案したデザインを元にピンク色が基調の新たな姿へと生まれ変わり、プリキュアの宇宙における移動手段となった。その際、各メンバーの個人部屋や自動ドーナツ製造機などが新設された。また、ララとプルンスの地球における居住地・生活拠点ともなっている。
本来は制御パネルを操作することで小さなカプセル状の球体に変化させて持ち運びができる「キャリーモード」が備わっているが、前述の破損の影響で使用できず、観星町の人が立ち入らない山中などにそのまま置かれていた。ロケットの修理が完了したことでこの機能も復旧する。
15年後の時点でもララのロケットとして使用されているが、長く使われているために老朽化しつつあり、フレアに修理してもらっている。
コスモグミ
ララが持ってきたグミ。彼女曰く「これがあれば宇宙の長旅もばっちり」とのこと。
実際に商品化もされている。
ダークペン
アイワーンがプリンセススターカラーペンを闇に染めたペン。これを用いることで一般人からノットリガーを生みだす。プリキュアがペンに触れば本来の姿に戻る。
映画 忍法羽衣伝説妖怪スペースウォーズ
アブラハムが成り行き上ひかるたち主演で撮ることになった映画。役はひかるが「くノ一星影」、ララが「羽衣天女」、えれなが「太陽の王子」、まどかが「月ノ姫」。シナリオは「姫を守る星影が天女と出会い妖怪退治を依願、その後2人の前に王子が応戦し妖怪を退治するが天女が宇宙へ帰ってしまう」である。
この映画にはララ・フワ・プルンスの強制帰還の是非が問われており、これの阻止には撮影成功が絶対条件だった。しかし素人ゆえ芝居がうまくいかず、またアイワーンらの妨害により撮影中止となり最悪の事態に。だがアブラハムは別れのシーンを見て「君たちの惜別さ漂う演技に感涙した！」と絶賛し、引き続きララたちの地球滞在を認め事なきを得る。
キラン
星空界共通の通貨。日本円換算で1キラン＝1円となる。
月刊あさがお
発行部数70万部を誇る漫画雑誌。『イケメン』『恋愛』『医療』をテーマとした漫画を中心に構成されている。
レインボー鉱石
惑星レインボーの鉱山から産出される鉱石。虹色に輝き不思議な力を発する性質を持ち、鉱石の力で酸性の雨が濾過され飲み水となり、鉱石が放つ虹色のように変化する電磁波から発せられるエネルギーによって植物が生い茂る。これによって本来過酷な環境だった惑星レインボーで十分豊かな生活が営めるようになった。レインボー星人はこれを加工して宝石や宝飾品を作り出していた。
鉱石から発せられる電磁波には他の電波を遮る特性も持ち、アイワーンの開発したプリンセススターカラーペンの探査レーダーを使用不能にするほか、後述の指輪だけでも地球上の探査レーダーをもジャミングできるようになる。また、この鉱石が用いられたオリーフィオの指輪は、怒りは赤、悲しみは青、喜びは黄色と、着けた人のその時の感情によって色が変わる性質を持つ。
香水
ユニが持っている香水。これを用いて色んな人物に変身することができる。彼女曰く「変化が未熟な者のアイテム」とのこと。
コスモ覚醒を機にレインボーパフュームに変化する。
マタークッキー
ユニやハッケニャーンが携帯している惑星レインボー由来の猫型クッキー。宇宙マタタビが配合されている。
レインボー星人が食べても問題は無いがフワにはマタタビの刺激が強すぎたようで、食べた途端酔ったような状態に。その影響でしゃっくりが出て、それを繰り返す度に自身のコピーが増殖し観星町が一時パニックになりかける（詳細はフワの項目を参照）。
変真珠（へんしんじゅ）
プルルン星にある宝石の一つで、外見は真珠そのものだが、思い描いた姿を願うとその姿に一定時間変身できるという力を持つ。
ひかるがプルルン星の海洋空間で泳ぎたいという提案を受けて、ヤンヤンが持っていたこれを取り出し、これを使ってひかるたちは人魚に、プルンスは巨大なクラゲに姿を変えている。
後に、テンジョウが観星中に潜入した際にも使用している（詳細はジョー・テングの項目を参照）。
トゥインクルイマジネーション
ペンを全て集めた後に、スタープリンセスに集めるよう頼まれた大いなるイマジネーション。各個人の思いによって発現するが、金色の輝きが現れた後、それぞれの本当の気持ちに気づくことで自分のイメージカラーと同じ色に輝きが変わる。生徒会長選挙の時に、ひかるが桜子と分かり合いたいと強く思ったことで初めて未完成の状態で発現し、その後ウラナイン星における戦いの際、ユニがアイワーンの気持ちに気づき許し、自分だけでなくみんなと未来に行きたいと思ったことで完成した状態で発現する。その後はカッパードからクラスメイトを守る際に、ララが自分は自分らしくいたいと思ったことで発現。ガルオウガとの戦いでまどかが自分の道は自分で決めると思った際に発現。テンジョウとの戦いでえれながみんなを本当の笑顔にしたいと思った事で発現。カッパードとの戦いでひかるがみんなの事をもっと知った上で自分は自分で輝いていたいと思った事で完成の状態で発現する。
その実態はスタープリンセス達が全宇宙の生命体に分け与えたイマジネーションのことであり、これとスタープリンセス達の力をフワに結集させ、フワ諸共イマジネーションを爆発させてダークネストを消滅させることがスタープリンセス達の目的であった。最終的にプリキュア達を含む全宇宙の生命体自らが生み出したトゥインクルイマジネーションにより、宇宙は再生された。

## スタッフ
シリーズディレクターは前2作の2人体制から従来の1人に戻し、『ONE PIECE FILM GOLD』などを手がけた宮元宏彰が担当する。シリーズ構成は『魔法つかいプリキュア!』で同職を担当した村山功、キャラクターデザインは通算3作目となる高橋晃が起用されている。音楽は前作より続投の林ゆうきに加えて、シリーズ初参加の橘麻美の2人体制となる。
- 原作 - 東堂いづみ
- 漫画 - 上北ふたご（講談社『なかよし』連載）
- 企画 - 西出将之（ABCアニメーション）、高橋知子（ADKエモーションズ）、鷲尾天
- プロデューサー - 佐藤有（朝日放送テレビ）、田中昂（ABCアニメーション）、矢﨑史（ADKエモーションズ）、柳川あかり
- シリーズディレクター - 宮元宏彰
- シリーズ構成 - 村山功
- キャラクターデザイン - 高橋晃
- 美術デザイン - 増田竜太郎、いいだりえ
- 色彩設計 - 佐久間ヨシ子
- 撮影監督 - 白鳥友和
- CGディレクター - 町田政彌
- 編集 - 麻生芳弘
- 録音 - 林奈緒美、阿部智佳子
- 音響効果 - 石野貴久（ちゅらサウンド）
- 音響制作 - タバック
- 音楽 - 林ゆうき、橘麻美
- 音楽制作 - マーベラス
- 音楽協力 - 東映アニメーション音楽出版
- 製作担当 - 澤守洸、堀越圭文（第1話 - 第36話）
- アニメーション制作 - 東映アニメーション
- 制作協力 - 東映
- 制作 - 朝日放送テレビ、ABCアニメーション、ADKエモーションズ[注 1]、東映アニメーション

## 主題歌
オープニングテーマはこれまでシリーズに関わってきた北川理恵が再起用されている。エンディングテーマは起用時点で新人のプリキュアシリーズ主題歌歌手として吉武千颯が担当する。エンディングダンスの振付は前作に続き振付稼業air:manが担当する。
また、後述の通り作品単独のライブイベントや感謝祭イベントなど、本作品のキャラクターショーのイベントを中心にオープニングテーマやエンディングテーマの主題歌歌手が登場した。

### オープニングテーマ
「キラリ☆彡スター☆トゥインクルプリキュア」
作詞・作曲 - 藤本記子（Nostalgic Orchestra）/ 編曲 - 福富雅之（Nostalgic Orchestra） / 歌 - 北川理恵
第26話より映像が一部変更され、ユニ/キュアコスモが登場（ブルーキャットの場面も差し替え）し、ノットレイダーもダークネストの姿が現れ、他の幹部もポーズや位置が変更（アイワーンは黄色いフード付きのパーカーを着てバケニャーンがいた位置に移動）されている。第32話からはフワが成長した姿に一部変更している。
第48話ではオープニングとしては使用されず、アレンジしたインストゥルメンタルバージョンをBGMとして使用。

### エンディングテーマ
「パペピプ☆ロマンチック」（第1話 - 第5話、第9話 - 第20話）
作詞 - 高瀬愛虹 / 作曲 - 田村信二 / 編曲 - 田村信二、草野よしひろ / 歌 - 吉武千颯
初期メンバー4人がダンスを披露している。
「WINくる!プリキュアミラクルユニバース☆」（第6話 - 第8話）
作詞 - 青木久美子 / 作曲・編曲 - 奥田もとい / 歌 - 北川理恵
後述の通り、『映画 プリキュアミラクルユニバース』のエンディングダンス映像の一部が使用されている。
「教えて...!トゥインクル☆」（第21話 - 第34話、第39話 - 第49話）
作詞・作曲 - MUTEKI DEAD SNAKE / 編曲 - 生田真心 / 歌 - 吉武千颯
キュアコスモを加えた5人のプリキュアによるダンスとなり、フワとプルンスも登場するようになった。第31話からはフワが成長した姿に変更。
スーパー戦隊シリーズの劇場版『魔進戦隊キラメイジャー エピソードZERO』のエンディングの1曲としても起用されている。
「Twinkle Stars」（第35話 - 第38話）
作詞 - 大森祥子 / 作曲・編曲 - 高木洋 / 歌 - キュアスター（CV：成瀬瑛美）・キュアミルキー（CV：小原好美）・キュアソレイユ（CV：安野希世乃）・キュアセレーネ（CV：小松未可子）・キュアコスモ（CV：上坂すみれ） / 振り付け：石川由佳（emoTION）
『映画 スター☆トゥインクルプリキュア 星のうたに想いをこめて』のダンス映像を先行公開する形で使用。知念里奈によるエンディングバージョンではなく、プリキュア役による挿入歌バージョンを用いており、歌詞字幕はソロパートをそれぞれのイメージカラー、合唱パートをグラデーションで表示している。

### 挿入歌
「スターカラーペンダント!カラーチャージ!」
作詞 - 東堂いづみ / 作曲・編曲 - 林ゆうき
上述の変身時のBGMとして使用しているため、通常では楽曲クレジット表記は無し。各プリキュアが歌うソロバージョン、初期メンバー4人によるバージョン、キュアコスモが加わったクインテットバージョン、第48話で使用のアカペラバージョンがある。楽曲歌唱者の詳細はスター☆トゥインクルプリキュア サウンドアルバムを参照。
「コズミック☆ミステリー☆ガール」（第15話、第23話、第24話）
作詞 - 大森祥子 / 作曲・編曲 - 渡辺剛 / 歌 - マオ（CV：上坂すみれ）
「キラリ☆彡スター☆トゥインクルプリキュア（5 PRECURE ver.）」（第49話）
作詞・作曲 - 藤本記子（Nostalgic Orchestra）/ 編曲 - 福富雅之（Nostalgic Orchestra） / 歌 - キュアスター（CV：成瀬瑛美）・キュアミルキー（CV：小原好美）・キュアソレイユ（CV：安野希世乃）・キュアセレーネ（CV：小松未可子）・キュアコスモ（CV：上坂すみれ）

## 各話リスト
- 以下断りのない限り、放送日は日曜の日付を示す。臨時枠移動により日曜以外に放送したものは曜日も併記、さらに通常の放送時間以外に放送された場合にはその旨注釈にて示す。
- 特番やスポーツ中継などによる放送の休止・日時変更は以下の通り。これに合わせる形で、全国的に放送休止の場合は、TVerの配信期間は臨時で1週分（2週間）長く設定されているほか、星座占いに関しては東映アニメーション並びに朝日放送テレビによる本作品公式サイト・各種プリキュア公式SNS（YouTube・Instagram）は、いずれも放送に合わせて更新休止となる。また、特定の放送局のみローカルのスポーツ中継などで臨時枠移動を実施する場合であっても、TVerの配信は地域に関係なく当該局以外での全国放送後に実施する。
  - 2019年6月16日…第119回全米オープン選手権（テレビ朝日制作、8時 - 11時）放送のため休止[48]。
  - 2019年8月11日・18日・25日…制作局の朝日放送テレビのみ、第101回全国高校野球選手権大会の中継放送のため臨時枠移動を実施[注 28]（下記の表を参照）[49]。
  - 2019年11月3日…『長谷工グループスポーツスペシャル 第51回全日本大学駅伝対校選手権大会』（テレビ朝日・メ〜テレ共同制作、8時05分 - 13時40分。7時45分 - 8時05分に『直前情報』も別途放送）のため休止。
  - 2019年12月29日…各局年末特別編成[注 29]のため休止。
- 第36話は映画公開記念として、2019年11月2日の8時30分から翌3日の9時までの期間限定で、YouTube公式チャンネルにて無料配信が実施された[50]。また、2020年5月30日からは、YouTube公式チャンネルにてセレクション配信として、第1話、第2話、第8話、第15話、第32話を期間限定で公開している。

| 話数 | サブタイトル                                 | 脚本     | 絵コンテ                   | 演出           | 作画監督                              | 美術                  | 本放送日             |
| ---- | -------------------------------------------- | -------- | -------------------------- | -------------- | ------------------------------------- | --------------------- | -------------------- |
| 1    | キラやば〜☆ 宇宙に輝くキュアスター誕生！     | 村山功   | 宮元宏彰                   | 宮元宏彰       | 上野ケン                              | 増田竜太郎 いいだりえ | 2019年 2月3日        |
| 2    | 宇宙からのオトモダチ☆ キュアミルキー誕生!    | 村山功   | 畑野森生                   | 畑野森生       | 高橋晃                                | 大西穣                | 2月10日              |
| 3    | プリキュア解散!? スタープリンセスの力を探せ☆ | 村山功   | 宮元宏彰                   | ひろしまひでき | 青山充                                | 李凡善                | 2月17日              |
| 4    | チャオ！きらめく笑顔☆ キュアソレイユ誕生！   | 村山功   | 平池綾子                   | 平池綾子       | 赤田信人 高橋晃                       | 飯野敏典              | 2月24日              |
| 5    | ヒミツの変身☆ お嬢さまはキュアセレーネ！     | 村山功   | 志水淳児                   | 三上雅人       | 爲我井克美                            | 倉橋隆                | 3月3日               |
| 6    | 闇のイマジネーション！？ ダークペン出現！    | 小林雄次 | 角銅博之                   | 角銅博之       | 美馬健二                              | 田中里緑              | 3月10日              |
| 7    | ワクワク！ ロケット修理大作戦☆               | 山田由香 | 関暁子                     | 関暁子         | 池内直子 森亜弥子                     | 李凡善                | 3月17日              |
| 8    | 宇宙へGO☆ ケンネル星はワンダフル！           | 広田光毅 | 土田豊                     | 土田豊         | フランシス・カネダ アリス・ナリオ     | 西田渚                | 3月24日              |
| 9    | 友情のリング！ スタードーナツ☆               | 平見瞠   | 川崎弘二                   | 川崎弘二       | 上野ケン                              | 今井美紀              | 3月31日              |
| 10   | キラッキラ☆ 惑星クマリンへようこそ！         | 村山功   | 村上貴之                   | 村上貴之       | 下谷美保 藤崎真吾                     | いいだりえ            | 4月7日               |
| 11   | 輝け☆ サザンクロスの力！                     | 村山功   | 宮元宏彰                   | 岩井隆央       | 爲我井克美 山岡直子                   | 李凡善                | 4月14日              |
| 12   | さよならララ!? 映画監督は宇宙人☆             | 小林雄次 | 角銅博之                   | 角銅博之       | 青山充                                | 深谷知穂              | 4月21日              |
| 13   | ララのドキドキ 初登校☆                       | 広田光毅 | 志水淳児                   | 志水淳児       | 稲上晃 アリス・ナリオ                 | 倉橋隆                | 4月28日              |
| 14   | 笑顔 de パーティ！ 家族のソンリッサ☆         | 山田由香 | 入好さとる                 | ひろしまひでき | 赤田信人 フランシス・カネダ           | 平良亜梨沙            | 5月5日               |
| 15   | お宝争奪！ 宇宙怪盗参上☆                     | 村山功   | 田中裕太                   | 髙戸谷一歩     | 高橋晃                                | 李凡善                | 5月12日              |
| 16   | 目指せ優勝☆ まどかの一矢！                   | 平見瞠   | 三上雅人                   | 三上雅人       | 増田誠治                              | 深谷知穂              | 5月19日              |
| 17   | 敵？味方？ ブルーキャットの探しモノ☆         | 村山功   | 土田豊                     | 土田豊         | 上野ケン アリス・ナリオ               | 渡辺佳人 デビー・リ   | 5月26日              |
| 18   | つかめ新連載☆ お母さんのまんが道！           | 小林雄次 | 村上貴之                   | 岩井隆央       | 美馬健二                              | 西田渚                | 6月2日               |
| 19   | 虹の星へ☆ ブルーキャットのヒミツ！           | 村山功   | 武下未図                   | ひろしまひでき | 爲我井克美 フランシス・カネダ         | 大西穣                | 6月9日               |
| 20   | 銀河に光る☆ キュアコスモ誕生！               | 村山功   | 宮元宏彰                   | 川崎弘二       | 高橋晃                                | 倉橋隆                | 6月23日              |
| 21   | 虹色のスペクトル☆ キュアコスモの力！         | 村山功   | 座古明史                   | 座古明史       | 板岡錦                                | 李凡善                | 6月30日              |
| 22   | おかえり、お父さん！ 星奈家の七夕☆           | 山田由香 | 関暁子                     | 関暁子         | 池内直子 森亜弥子 油布京子            | 平良亜梨沙            | 7月7日               |
| 23   | フワがいっぱい!? フワ☆パニック！             | 平見瞠   | 入好さとる                 | 岩井隆央       | 青山充                                | 今井美紀              | 7月14日              |
| 24   | ココロ溶かす！ アイスノー星の演奏会☆         | 広田光毅 | 志水淳児                   | 志水淳児       | 赤田信人                              | 大西穣                | 7月21日              |
| 25   | 満天の星まつり☆ ユニの思い出                 | 小林雄次 | 村上貴之                   | 村上貴之       | 下谷美保 藤崎真吾                     | 李凡善                | 7月28日              |
| 26   | ナゾの侵入者!? 恐怖のパジャマパーティ☆       | 村山功   | 角銅博之                   | 髙戸谷一歩     | 稲上晃 アリス・ナリオ                 | 渡辺佳人 デビー・リ   | 8月4日               |
| 27   | 海の星！ 人魚になってスーイスイ☆             | 広田光毅 | 三上雅人                   | 三上雅人       | 高橋晃                                | 今井美紀              | 8月23日（金）8月11日 |
| 28   | 燃やせハート！ 職人フレアとロケット修理☆     | 山田由香 | 入好さとる                 | ひろしまひでき | 増田誠治 フランシス・カネダ           | 大西穣                | 8月25日8月18日       |
| 29   | ただいまルン☆ 惑星サマーンのユウウツ         | 村山功   | 紅優                       | 岩井隆央       | 上野ケン                              | 李凡善                | 8月26日（月）8月25日 |
| 30   | ララの想いと AIのキモチ☆                     | 村山功   | 座古明史                   | 関暁子         | 池内直子 森亜弥子 臼井里江            | 渡辺佳人 デビー・リ   | 9月1日               |
| 31   | 守り抜け！ 最後のプリンセスのペン☆           | 村山功   | 土田豊                     | 土田豊         | 爲我井克美                            | 宮本実生              | 9月8日               |
| 32   | 重なる想い☆ 新たなイマジネーションの力       | 村山功   | 川崎弘二                   | 川崎弘二       | 高橋晃                                | 大西穣                | 9月15日              |
| 33   | フワの決意！ お手伝い大作戦☆                 | 平見瞠   | 角銅博之                   | 角銅博之       | 赤田信人                              | 李凡善                | 9月22日              |
| 34   | つながるキモチ☆ えれなとサボテン星人！       | 小林雄次 | 入好さとる                 | ひろしまひでき | 稲上晃 アリス・ナリオ                 | 渡辺佳人 デビー・リ   | 9月29日              |
| 35   | ひかるが生徒会長!? キラやば選挙バトル☆       | 広田光毅 | 志水淳児                   | 志水淳児       | 上野ケン 高橋晃                       | 倉橋隆 齋藤優         | 10月6日              |
| 36   | ブルーキャット再び！ 虹色のココロ☆           | 田中仁   | 村上貴之                   | 髙戸谷一歩     | 増田誠治 フランシス・カネダ           | 大西穣                | 10月13日             |
| 37   | UMAで優勝！ ハロウィン仮装コンテスト☆        | 山田由香 | 関暁子                     | 関暁子         | 池内直子 森亜弥子 加地真理子 臼井里江 | 李凡善                | 10月20日             |
| 38   | 輝け！ユニの トゥインクルイマジネーション☆   | 村山功   | 座古明史                   | 岩井隆央       | 青山充                                | 渡辺佳人 デビー・リ   | 10月27日             |
| 39   | えれな大ピンチ！ テンジョウ先生のワナ！      | 小林雄次 | 村上貴之                   | ひろしまひでき | 上野ケン アリス・ナリオ               | 齋藤優                | 11月10日             |
| 40   | バレちゃった!? 2年3組の宇宙人☆               | 村山功   | 畑野森生                   | 畑野森生       | 高橋晃                                | 大西穣                | 11月17日             |
| 41   | 月よ輝け☆ まどかの一歩！                     | 村山功   | 三上雅人                   | 川崎弘二       | フランシス・カネダ                    | 李凡善                | 11月24日             |
| 42   | 笑顔の迷い、 えれなの迷い。                  | 広田光毅 | 入好さとる                 | 岩井隆央       | 赤田信人                              | 渡辺佳人 デビー・リ   | 12月1日              |
| 43   | 笑顔への想い☆ テンジョウVSえれな！           | 村山功   | 土田豊                     | 土田豊         | 稲上晃                                | 齋藤優                | 12月8日              |
| 44   | サプラ〜イズ☆ サンタさんは宇宙人!?           | 平見瞠   | 角銅博之                   | 角銅博之       | 増田誠治                              | 大西穣                | 12月15日             |
| 45   | 輝くキラキラ星☆ ひかるのイマジネーション！   | 村山功   | 大塚隆史                   | 髙戸谷一歩     | 高橋晃                                | 李凡善                | 12月22日             |
| 46   | ダークネスト降臨！ スターパレスの攻防        | 村山功   | 座古明史                   | ひろしまひでき | 上野ケン                              | 渡辺佳人 デビー・リ   | 2020年 1月5日        |
| 47   | フワを救え！ 消えゆく宇宙と大いなる闇！      | 村山功   | 村上貴之                   | 関暁子         | 池内直子 森亜弥子                     | 齋藤優                | 1月12日              |
| 48   | 想いを重ねて！ 闇を照らす希望の星☆           | 村山功   | 宮元宏彰                   | 宮元宏彰       | 松浦仁美 増田誠治                     | 大西穣                | 1月19日              |
| 49   | 宇宙に描こう！ ワタシだけのイマジネーション☆ | 村山功   | 宮元宏彰 座古明史 川崎弘二 | 川崎弘二       | 高橋晃                                | 徐柱星                | 1月26日              |

## 放送局・配信元

### 日本国内での放送
字幕放送・連動データ放送はテレビ朝日系列フルネット局のみ実施。
| 放送地域       | 放送局                                                                | 放送期間                     | 放送日時           | 系列           | 備考                          |
| -------------- | --------------------------------------------------------------------- | ---------------------------- | ------------------ | -------------- | ----------------------------- |
| 日本国内       | 朝日放送テレビ（制作局）をはじめとする テレビ朝日系列フルネット全24局 | 2019年2月3日 - 2020年1月26日 | 日曜 8:30 - 9:00   | テレビ朝日系列 | 同時ネット                    |
| 鳥取県・島根県 | 山陰放送                                                              | 2019年2月9日 - 2020年2月1日  | 土曜 11:15 - 11:45 | TBS系列        | 遅れネット スポンサードネット |

### 日本国内での配信
| 配信期間                     | 配信時間       | 配信サイト | 備考                 |
| ---------------------------- | -------------- | ---------- | -------------------- |
| 2019年2月3日 - 2020年1月26日 | 日曜 9:00 更新 | TVer       | 最新話限定で無料配信 |

## 映画
映画 スター☆トゥインクルプリキュア 星のうたに想いをこめて
2019年10月19日公開。キュアコスモは同作品が映画初登場となる。
また、公開直前の放送となるテレビシリーズ第36話は、シリーズとしては初めて映画と連動したエピソードとして制作され、映画オリジナルキャラクターであるメリー・アンも、前述の通り同話数のゲストキャラクターとして先行して登場する。
同作品の公開に合わせ、本作品第36話から第40話までのオープニング映像にて、同作品のハイライトシーンが一部使用されている。

### クロスオーバー映画
映画 プリキュアミラクルユニバース
2019年3月16日公開。本作品から4人のプリキュアとフワ・プルンスが登場する。
同作品の公開に合わせ、本作品第5話から第10話までのオープニング映像、並びに第6話から第8話のエンディング映像にて、同作品のハイライトシーンが一部使用されている。
魔進戦隊キラメイジャー エピソードZERO
2020年2月8日公開。特撮テレビドラマ『スーパー戦隊シリーズ』の1作『魔進戦隊キラメイジャー』の劇場版作品。
エンディングに本作品の5人のプリキュアがCGキャラクターとして登場し、『キラメイジャー』『騎士竜戦隊リュウソウジャー』『快盗戦隊ルパンレンジャーVS警察戦隊パトレンジャー』の戦隊メンバー18人と前作『HUGっと!プリキュア』のキュアエール、次作『ヒーリングっど♥プリキュア』のキュアグレースと共演する。キュアスターのみ台詞が存在する。
映画 プリキュアミラクルリープ みんなとの不思議な1日
2020年10月31日公開。本作品から5人のプリキュアとフワ、プルンスが登場する他、P.P.アブラハムが映画初登場となる。
わたしだけのお子さまランチ
2022年9月23日公開の『映画 デリシャスパーティ♡プリキュア 夢みる♡お子さまランチ!』の同時上映短編作品。本作品から『デリシャスパーティ♡プリキュア』までの歴代4作品共演作品となる。本作品からはプリキュア全員とフワ・プルンスが登場、このうちキュアスターとフワのみ声つき。
映画 プリキュアオールスターズF
2023年9月15日公開。プリキュアシリーズ20周年を記念したオールスターズ映画で、本作品を含む歴代プリキュアが総登場する。本作品からはキュアミルキーが声つきのメインキャラクターとなり、この他にキュアスターも台詞付きで登場している。

## その他の作品
デリシャスパーティ♡プリキュア
2022年に放送された、プリキュアのテレビシリーズ第19作目。本作品のプリキュア5人が第29話で、変身後の姿でカメオ出演の形で登場（いずれも声なし）。
ひろがるスカイ!プリキュア
2023年に放送された、プリキュアのテレビシリーズ第20作目。第10話のエンディング映像冒頭にキュアスターが登場。映像中盤に登場するミラーパッドの画面上にもプリキュアへの変身バンクをハイライトで流す形で登場している。

## 漫画版
これまでのシリーズ同様、上北ふたごにより『なかよし』（講談社）の2019年3月号から2020年2月号まで連載された。

### 書誌情報
いずれも通常版と特装版でカバーイラストやピンナップイラストが異なるほか、特装版には特典として大判ポストカード仕様のフルカラーミニ画集小冊子が付属する。
1. 『スター☆トゥインクルプリキュア1 プリキュアコレクション』 2019年8月9日発売
  - 『なかよし』2019年3月号 - 8月号掲載分及び描き下ろし作品を収録
    - 通常版 ISBN 978-4-06-516764-9
    - 特装版 ISBN 978-4-06-516765-6
2. 『スター☆トゥインクルプリキュア2 プリキュアコレクション』 2020年3月13日発売
  - 『なかよし』2019年9月号 - 2020年2月号掲載分及び描き下ろし作品を収録。また、ひかる役の成瀬瑛美による描き下ろしメッセージも収録[59]。
    - 通常版 ISBN 978-4-06-518930-6
    - 特装版 ISBN 978-4-06-518931-3

## キャラクターショー
遊園地やイベント会場等で観覧できるキャラクターショーは3期に分かれており、第1期では初期メンバー4人とフワ、プルンス、AI（声のみ）が、敵側はカッパードとノットレイが登場する。第2期ではキュアコスモが新たに登場、敵側はカッパードからテンジョウに変更、第3期はカッパードが再登場する。3期ともフワは成長前の姿で登場している。
上記とは別に、劇団飛行船制作の『スター☆トゥインクルプリキュア ドリームステージ』としてミュージカルショー（有料）も開催され、前2作同様にミュージカル、ダンスレクチャー、ライブショーの3部構成となっている。ミュージカルパートでは脚本をテレビシリーズでも手がけている小林雄次が担当、敵側からオリジナルキャラのドラクールが登場するほか、フワが人間の女の子になる展開も盛り込まれている。終盤ではキュアホイップとキュアエールが客演、さらにライブパートでは『キラキラ☆プリキュアアラモード』『HUGっと!プリキュア』の全プリキュアも登場する。また、本作品以降の劇団飛行船制作によるプリキュアシリーズの有料キャラクターショーにも『ドリームステージ♪』のタイトルが付加されている。
また、後述の感謝祭ではテレビシリーズの内容を補完するオリジナルストーリーでのキャラクターショーが演じられており、この時のフワは成長後の姿で登場するほか、敵側はカッパードとテンジョウが2人とも登場、さらにスクリーンに映される形でダークネストも登場している。

## イベント
スター☆トゥインクルプリキュア キラキラジャーニー
本作品に関する様々なアトラクションを体験出来るイベント。2019年3月15日から7月21日まで、香川県丸亀市のニューレオマワールドで、2019年12月26日から2020年1月6日まで（1月1日を除く）、富山県富山市の富山大和にてそれぞれ開催。
スター☆トゥインクルプリキュア 星座えんにち
「テレビ朝日・六本木ヒルズ 夏祭り SUMMER STATION」のイベントの一つとして同イベント開催期間の2019年7月13日から8月25日までテレビ朝日本社屋上スカイフードテラスで開催。12星座を4つの季節に分けてそれぞれをテーマに輪投げなどの縁日として開催した。
これとは別に8月6日にはプリキュアショーとキッズチアダンスチームによる演技、吉武千颯によるミニライブで構成された「スター☆トゥインクルプリキュア 真夏のキラキラステージ」が六本木ヒルズアリーナで開催された。
スター☆トゥインクルプリキュア おほしSUMMERバケーション
シリーズ夏季恒例のイベントとして、2019年8月2日から25日まで池袋サンシャインシティで開催された。キャラクターイラストや等身大フィギュアを始めとする各種展示、遊戯アトラクションスペース、スタンプラリー、キャラクターステージなどで構成。
スター☆トゥインクルプリキュアLIVE2019 KIRA☆YABA!イマジネーションライブ
2019年9月28日に昭和女子大学人見記念講堂で開催された、主題歌歌手と出演声優によるキャラクターソングライブ。昼夜2公演。詳細は同該項目を参照。
スター☆トゥインクルプリキュア 感謝祭
2020年2月15日・16日に大阪府大阪市西区のオリックス劇場、22日・23日に東京都中野区の中野サンプラザホールにて開催された感謝祭イベント。出演声優・主題歌歌手によるライブステージ、本イベントオリジナルストーリーのキャラクターショー、ファミリー向けの昼公演では参加型キャラクタートークショー、アニメファン向けの夜のプレミアム公演では出演声優陣によるトークショーや朗読劇などで構成。朗読劇の内容は第49話のエピローグの後日談となっている。また、シリーズ次作『ヒーリングっど♥プリキュア』に登場するプリキュア3人（キュアグレース、キュアフォンテーヌ、キュアスパークル）もゲストで登場したほか、北川理恵が次作のオープニングテーマを披露した。

## 関連商品
音楽CD・映像ソフトの発売元はいずれもマーベラス。

### 音楽CD
特記のない商品の販売元はいずれもソニー・ミュージックソリューションズ。サウンドトラック・ボーカルアルバムの詳細は『スター☆トゥインクルプリキュア サウンドアルバム』を参照。
シングル
1. 「キラリ☆彡スター☆トゥインクルプリキュア/パペピプ☆ロマンチック」（2019年3月6日発売、販売元：ソニー・ミュージックマーケティング）
  - CD+DVD盤：MJSS-09232 - 33
  - 通常盤：MJSS-09234
  - オープニングテーマと前期エンディングテーマを収録。CD+DVD盤のDVDには前期のオープニングおよびエンディングのノンテロップムービーが収録されている。初回限定封入特典は2種共にジャケットイラスト・ステッカー。

2. 「教えて...!トゥインクル☆」（2019年8月7日発売）
  - CD+DVD盤：MJSS-09241 - 42
  - 通常盤：MJSS-09243
  - 後期エンディングテーマとマオが歌う挿入歌「コズミック☆ミステリー☆ガール」を収録。CD+DVD盤のDVDには後期のオープニングおよびエンディングのノンテロップムービーが収録されている。初回限定封入特典は2種共にジャケットイラスト・ステッカーとライブイベント先行抽選応募券（期間限定）。

サウンドトラック
1. 『スター☆トゥインクルプリキュア オリジナル・サウンドトラック1 プリキュア・トゥインクル・サウンド!!』（2019年5月29日発売、MJSA-01274）
  - BGMと主題歌のテレビサイズ・バージョンなど全38曲を収録したサントラ盤。初回封入特典はジャケットサイズ・ステッカー。

2. 『スター☆トゥインクルプリキュア オリジナル・サウンドトラック2 プリキュア・スタートゥインクル・イマジネーション!!』（2019年12月18日発売、MJSA-01278）
  - BGMと主題歌のテレビサイズ・バージョンなどを収録したサントラ盤。初回封入特典はジャケットサイズ・ステッカー。

ボーカルアルバム
1. 『スター☆トゥインクルプリキュア イメージソングファイル』（2019年8月21日発売、MJSA-01275）
  - プリキュア役の声優によるオープニングテーマのカバーバージョンやキャラクターソング、主題歌歌手によるイメージソングなど全9曲を収録したボーカルアルバム。初回封入特典はジャケットサイズ・ステッカーとライブイベント先行抽選応募券（期間限定）。
  - 当初『ボーカルアルバム』の名称で7月17日に発売予定だったが、制作上の都合から発売延期となり、あわせてアルバムタイトルも変更された。

2. 『スター☆トゥインクルプリキュア ボーカルベストアルバム』（2020年1月22日発売、MJSA-01280）
  - これまで発表されたオープニングテーマ・エンディングテーマ・映画挿入歌に加え、変身BGM「スターカラーペンダント！カラーチャージ！」の各プリキュアソロ及びクインテットバージョンとスペシャルバージョン（ボーナストラック）、OP主題歌歌手の北川理恵による新曲を収録したベスト・アルバム。初回封入特典はジャケットサイズ・ステッカー。

### DVD / Blu-ray Disc
いずれも販売元はポニーキャニオン。
DVDは2019年6月19日から2020年6月24日にかけて全16巻（各巻3話（Vol.15のみ4話）収録）が、Blu-ray Discは2019年9月18日から2020年6月24日にかけて全4巻（各巻2枚組・12話（Vol.4のみ13話）収録）がそれぞれ発売された。
| 巻数 | 収録話数    | ジャケットイラスト | 映像特典                                                                                                 | 発売日         |
| ---- | ----------- | --- | --- | -------------- |
| 1    | 1話 - 3話   | キュアスター キュアミルキー キュアソレイユ キュアセレーネ フワ・プルンス                                                           | 前期ノンテロップOP&ED 前期エンディングダンスレッスンムービー スター☆トゥインクルプリキュア はじめてのDVD | 2019年6月19日  |
| 2    | 4話 - 6話   | キュアスター フワ・プルンス | 前期エンディングダンスレッスンムービー                                                                   | 2019年7月17日  |
| 3    | 7話 - 9話   | キュアミルキー フワ・プルンス | 前期エンディングダンスレッスンムービー                                                                   | 2019年8月21日  |
| 4    | 10話 - 12話 | キュアソレイユ フワ・プルンス | 前期エンディングダンスレッスンムービー                                                                   | 2019年9月18日  |
| 5    | 13話 - 15話 | キュアセレーネ フワ・プルンス | 前期エンディングダンスレッスンムービー                                                                   | 2019年10月16日 |
| 6    | 16話 - 18話 | ひかる・ララ フワ・プルンス | 前期エンディングダンスレッスンムービー                                                                   | 2019年11月20日 |
| 7    | 19話 - 21話 | キュアコスモ フワ・プルンス | 後期エンディングダンスレッスンムービー 後期ノンテロップエンディング                                      | 2019年12月18日 |
| 8    | 22話 - 24話 | えれな・まどか フワ・プルンス | 後期エンディングダンスレッスンムービー                                                                   | 2020年1月15日  |
| 9    | 25話 - 27話 | キュアスター キュアコスモ フワ・プルンス                                                                                           | 後期エンディングダンスレッスンムービー                                                                   | 2020年2月19日  |
| 10   | 28話 - 30話 | キュアスター キュアミルキー フワ・プルンス                                                                                         | 後期エンディングダンスレッスンムービー                                                                   | 2020年2月19日  |
| 11   | 31話 - 33話 | キュアソレイユ キュアセレーネ ユニコーンフワ・プルンス                                                                             | 後期エンディングダンスレッスンムービー                                                                   | 2020年4月1日   |
| 12   | 34話 - 36話 | ひかる・ララ えれな・まどか・ユニ ユニコーンフワ・プルンス                                                                         | 後期エンディングダンスレッスンムービー                                                                   | 2020年4月1日   |
| 13   | 37話 - 39話 | ひかる・ララ えれな・まどか ユニコーンフワ・プルンス                                                                               | 後期エンディングダンスレッスンムービー                                                                   | 2020年4月22日  |
| 14   | 40話 - 42話 | キュアスター キュアミルキー キュアコスモ                                                                                           | 後期エンディングダンスレッスンムービー                                                                   | 2020年4月22日  |
| 15   | 43話 - 46話 | キュアソレイユ キュアセレーネ | 後期エンディングダンスレッスンムービー                                                                   | 2020年6月24日  |
| 16   | 47話 - 49話 | キュアスター キュアミルキー キュアソレイユ キュアセレーネ キュアコスモ （トゥインクルスタイル） ユニコーンフワ・プルンス・ロケット | 後期エンディングダンスレッスンムービー                                                                   | 2020年6月24日  |

| 巻数 | 収録話数    | ジャケットイラスト                                                                              | 映像特典 | 発売日        |
| ---- | ----------- | ----------------------------------------------------------------------------------------------- | --- | ------------- |
| 1    | 1話 - 12話  | キュアスター キュアミルキー フワ・プルンス                                                      | 前期ノンテロップOP&ED 前期エンディングダンスレッスンムービー スター☆トゥインクルプリキュア はじめてのDVD 変身&技シーン集 設定資料ギャラリー CM集 | 2019年9月18日 |
| 2    | 13話 - 24話 | キュアソレイユ キュアセレーネ フワ・プルンス                                                    | 後期ノンテロップED 後期エンディングダンスレッスンムービー 変身&技シーン集 設定資料ギャラリー CM集                                                | 2020年1月15日 |
| 3    | 25話 - 36話 | キュアコスモ/マオ /ブルーキャット/ユニ（獣人）                                                  | 変身&技シーン集 設定資料ギャラリー | 2020年4月1日  |
| 4    | 37話 - 49話 | キュアスター キュアミルキー キュアソレイユ キュアセレーネ キュアコスモ （トゥインクルスタイル） | 変身&技シーン集 設定資料ギャラリー | 2020年6月24日 |

#### ライブ・ビデオ
スター☆トゥインクルプリキュアLIVE2019 KIRA☆YABA!イマジネーションライブ（2020年3月4日発売、マーベラス/ポニーキャニオン、Blu-ray：PCXX-50165 / DVD：PCBX-51827）
2019年9月28日に昭和女子大学人見記念講堂で開催された、主題歌歌手と出演声優によるキャラクターソングライブを1公演分および特典映像を収録したライブ・ビデオ。詳細は当該項目を参照。
スター☆トゥインクルプリキュア 感謝祭（2020年7月15日発売、マーベラス/ポニーキャニオン、Blu-ray：PCXX-50167 / DVD　PCBX-51828）
2020年2月に開催された感謝祭イベントのうち、2月23日に中野サンプラザホールで開催されたプレミアム公演の一部を除くほぼ全編、さらに特典映像としてファミリー公演のキャラクターショー「たとえ離れても！みんなで描くオリオン座☆」ファミリー公演編、「プリキュアとお話ししよう！」、トーク＆ライブ「Twinkle Stars」、プレミアム公演の最後のあいさつをそれぞれ収録。封入特典としてSTAGE PHOTOBOOKが付属。

### スマートフォンアプリ
プリキュア つながるぱずるん
2017年3月16日から2020年6月2日まで、バンダイナムコエンターテインメント（BNEI）より配信されていたスマートフォン向けゲームアプリ。2019年2月3日より初期メンバー4人の実装を順次開始、8月19日よりキュアコスモを追加実装している。
スター☆トゥインクルプリキュアプレミアム for auスマートパス/NTTドコモスゴ得コンテンツ
auスマートパス向けのサービスで、Android版はネイティブアプリ、iOS版はWebアプリで提供している。2019年9月3日からはNTTドコモのスゴ得コンテンツでもサービスを開始した。
これまでのコレクションアプリ同様に放送後30分以内にアクセスすることでキャラクターのイラストカードや音声が入手出来るほか、毎日アクセスするごとにプリキュアとの会話が楽しめる「まいにちプリキュア」、今日の運勢を占える「きょうのうらない」などがある。
『ヒーリングっど♥プリキュア』&『スター☆トゥインクルプリキュア』オリジナルLINEスタンプ
本作品と次シリーズの『ヒーリングっど♥プリキュア』のキャラクターを用いた、無料通話アプリLINEのクリエイターズスタンプ。このスタンプのために新たに描き下ろされたイラスト全40種類を用いている。LINE STOREで販売されている。2020年8月23日より発売。

### 関連書籍
『月刊ComicREX』2019年9月号増刊　『Febri』Vol.56　「巻頭特集 スター☆トゥインクルプリキュア」（一迅社、2019年8月17日発売）
キャストコメント付きのキャラクター紹介やメインスタッフのインタビュー、高橋晃によるキャラクター設定画や原画などで構成した36頁の特集記事。
『アニメージュ』2020年1月号増刊 『スター☆トゥインクルプリキュア』特別増刊号（徳間書店、2019年11月21日発売）
映画公開に合わせて発行されるアニメージュの増刊号で、これまで同誌に掲載された記事の再録や最新情報、スタッフインタビューや声優の座談会・インタビューなど、テレビシリーズと映画の情報を掲載。
『スター☆トゥインクルプリキュア オフィシャルコンプリートブック』（アニメディア編集部・編、イード・発行、学研プラス・発売、2020年5月21日発売）ISBN 978-4-05-611578-9
主要キャラクターの紹介や設定資料、全ストーリーの解説、声優・スタッフなどのインタビュー、劇場版情報などで構成。
アニメディア関連事業が学研グループからイードに事業譲渡されたのに伴い、当書籍よりコンプリートブックの編集・発行がイードに変更（発売は学研プラスが受託する形で継続）されたと共に、電子書籍版の同時発行も行われている。
『改訂版 高橋晃 東映アニメーションプリキュアワークス』（一迅社、2021年1月29日発売）ISBN 978-4-75-801711-4
2015年2月に発売された高橋晃デザインによるプリキュアシリーズ作品のイラストギャラリーを収めた書籍の改訂版で、前回発行時の『スイートプリキュア♪』『ドキドキ!プリキュア』に加え、本作品の内容を追加収録。高橋による3作品の各種アニメ雑誌やDVDジャケットなどに使われた版権イラスト、キャラクター設定、原画や修正原画などで構成。
『スター☆トゥインクルプリキュア設定資料集』（東映アニメーション、2021年2月19日発売）
本作品の設定資料集。A4横版全400ページ、表紙銀箔押し仕様、金箔押し入り透明スリーブケース付属。

### その他の商品
ぷりきゅるみシリーズ
各プリティストアで販売。本作品のプリキュアがパートナー妖精の着ぐるみを着たイラストが描かれている。ミニタオル、クッション、アクリルチャーム、缶バッジ、パスケース等のアイテムが展開されている。
ローソンとのコラボ商品
ローソンのイメージカラーである青と白のストライプ及びワンポイントのピンクをあしらった服を着た本作品のプリキュア5人の描き下ろしイラストを使った、アクリルスタンドが販売される。
また、映画公開記念のスタンプラリーに合わせて、水着を着た5人とフワのオリジナルイラストを用いたコラボ商品も発売されている。
星たべよ キラやば～っ☆アソート
栗山米菓の星型煎餅「星たべよ」の本作品コラボパッケージ仕様の商品。プリティストア及び2019年8月に池袋サンシャインシティで開催のイベント「おほしSUMMERバケーション」で発売。

## トピックス
- 前年に引き続き、2019年4月1日にはエイプリルフール企画として、東映アニメーション公式サイトでは本作品のスピンオフ作品『フワー☆トゥインクルプリキュア』が制作決定という、フワを中心に据えた嘘仕様の公式サイトとなった[80][81]。また、東映からは『おしりたんてい』とコラボレーションした『映画スター☆トゥインクルプリキュアVSおしりたんてい』を制作、2020年4月に公開するという嘘リリースも発信されており、この中でそれぞれの映画にゲスト出演した爆笑問題の太田光（『映画 おしりたんてい カレーなるじけん』アルパチ役）と田中裕二（『映画 プリキュアミラクルユニバース』惑星ミラクルの大統領役）がいずれも本人役で出演という設定で、リリース写真も2人とキュアスター、おしりたんていが並んだ物が用いられている[82]。